# Església de la plana de Ieud

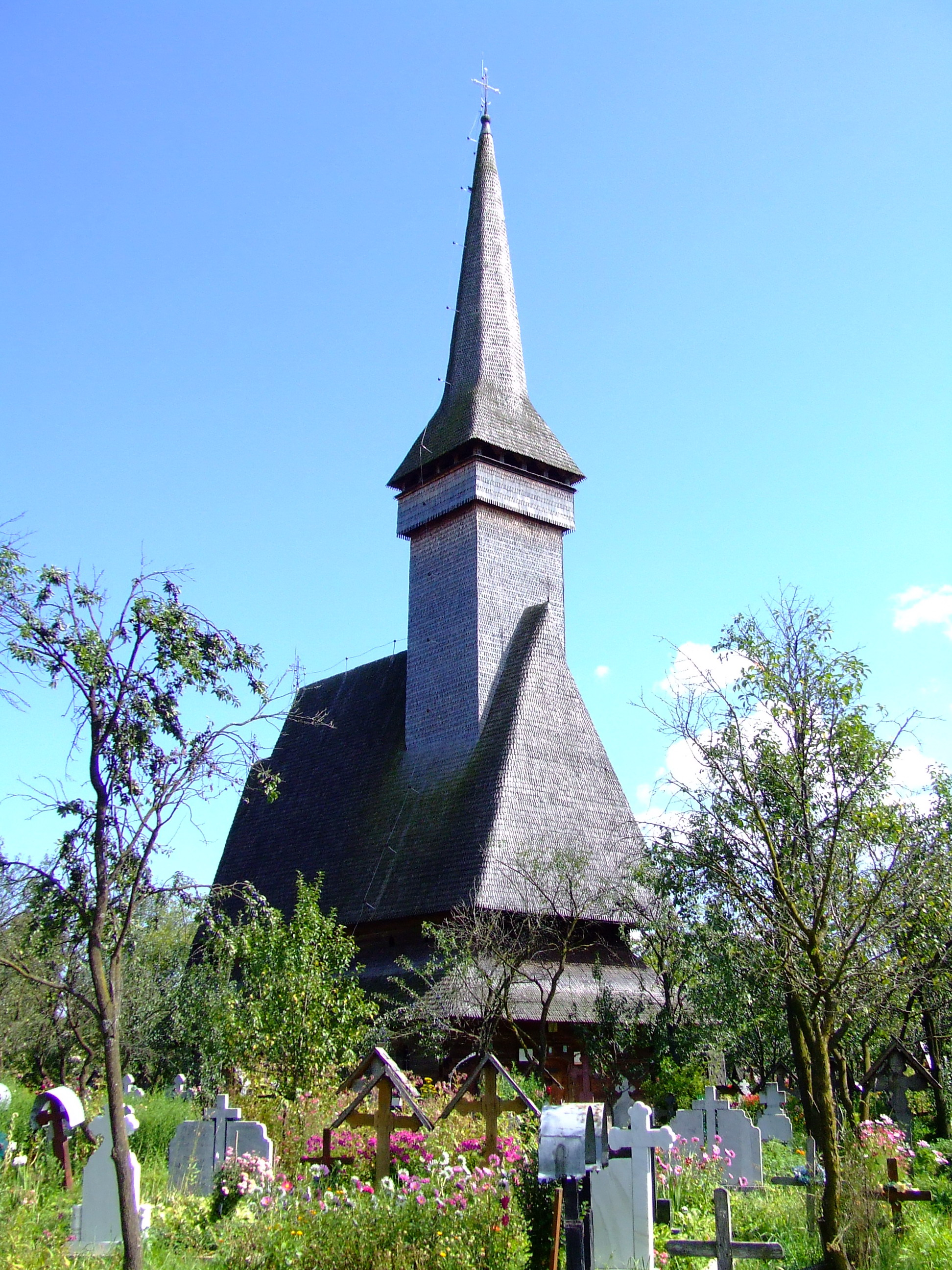
Ieud, 2008

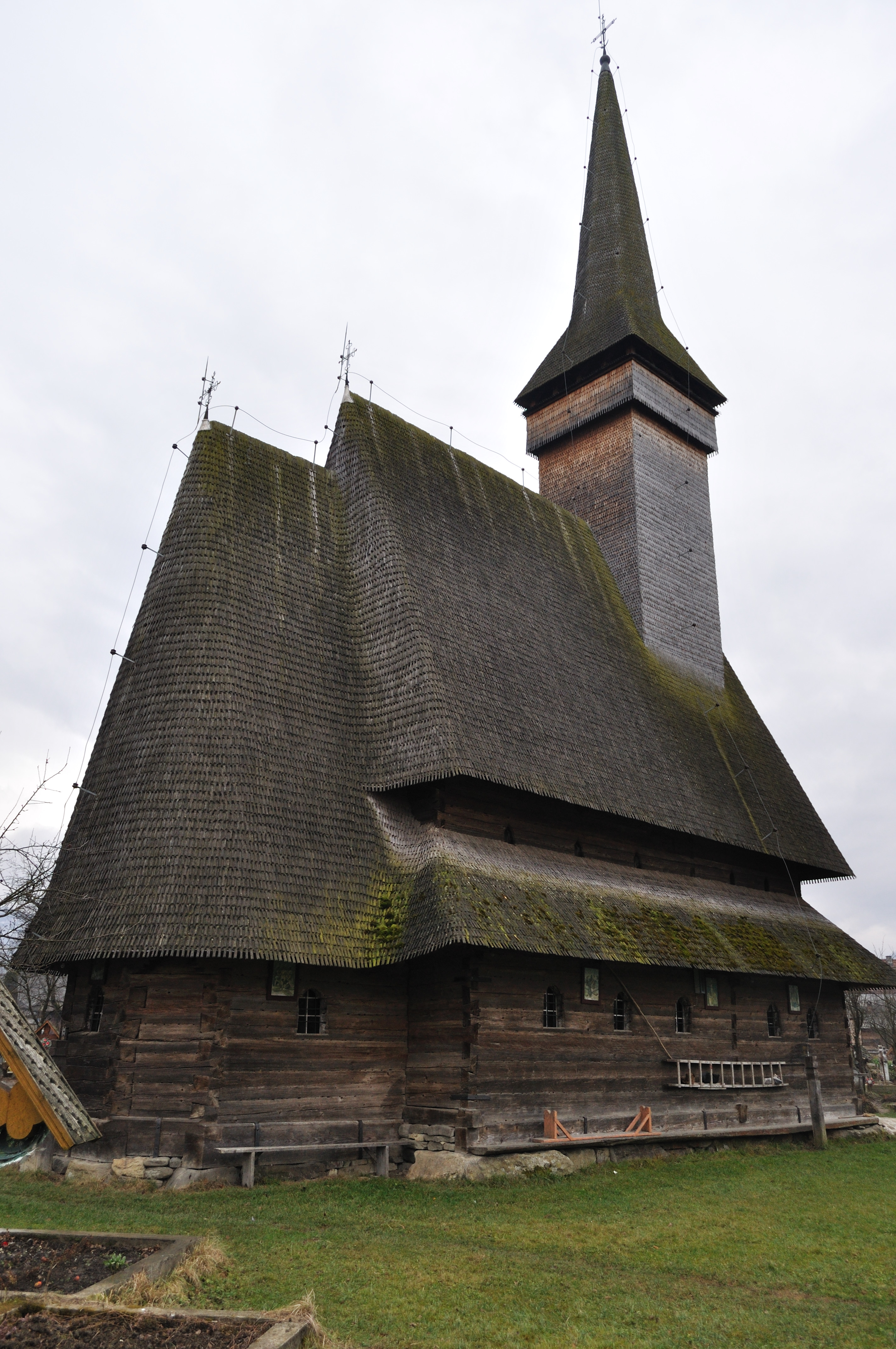
L'església de fusta de la Nativitat de la Mare de Déu de Ieud-Șes, comtat de Maramureș, foto: desembre de 2010.

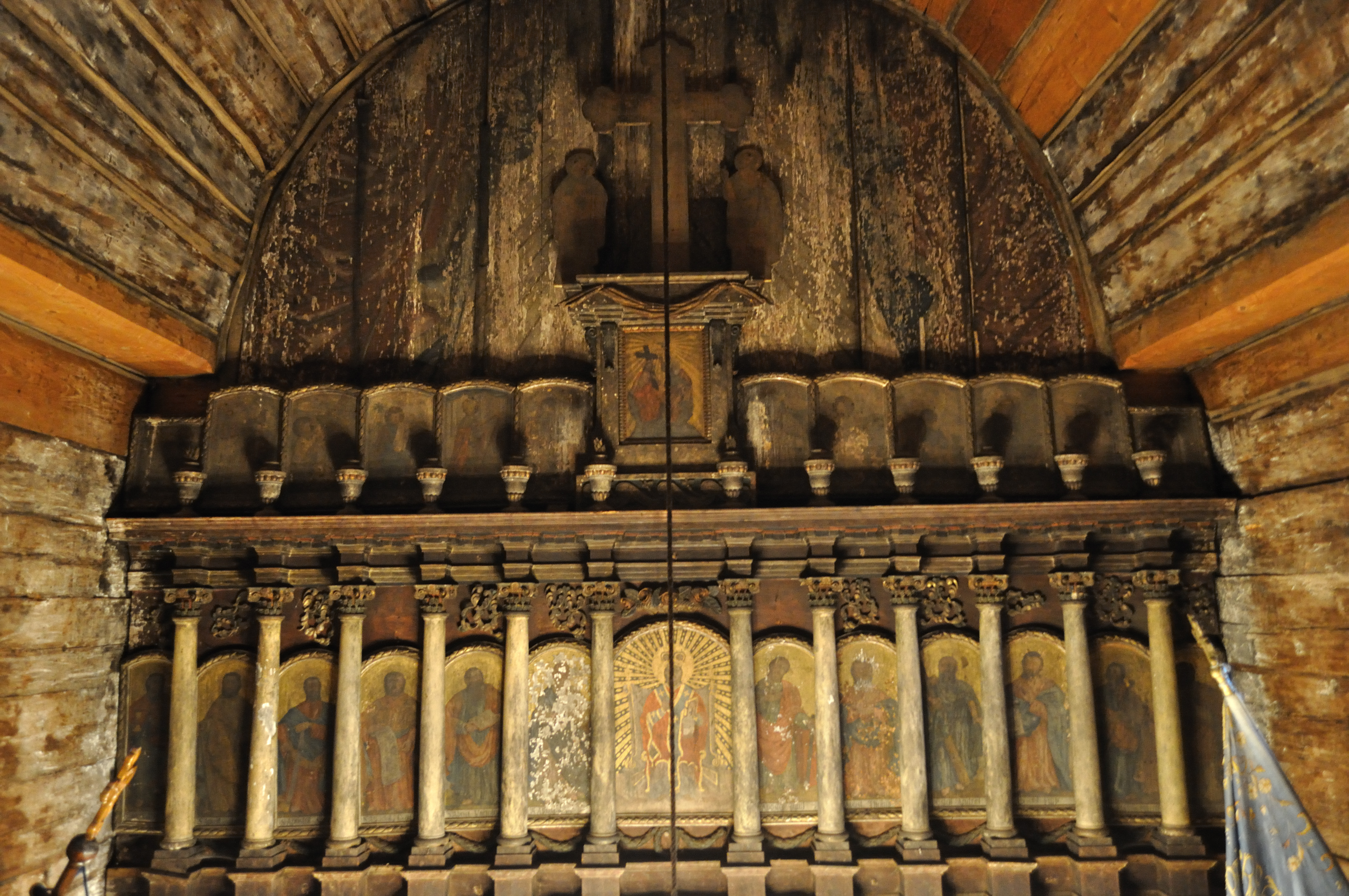
La iconòstasi vista des del cor de l'església

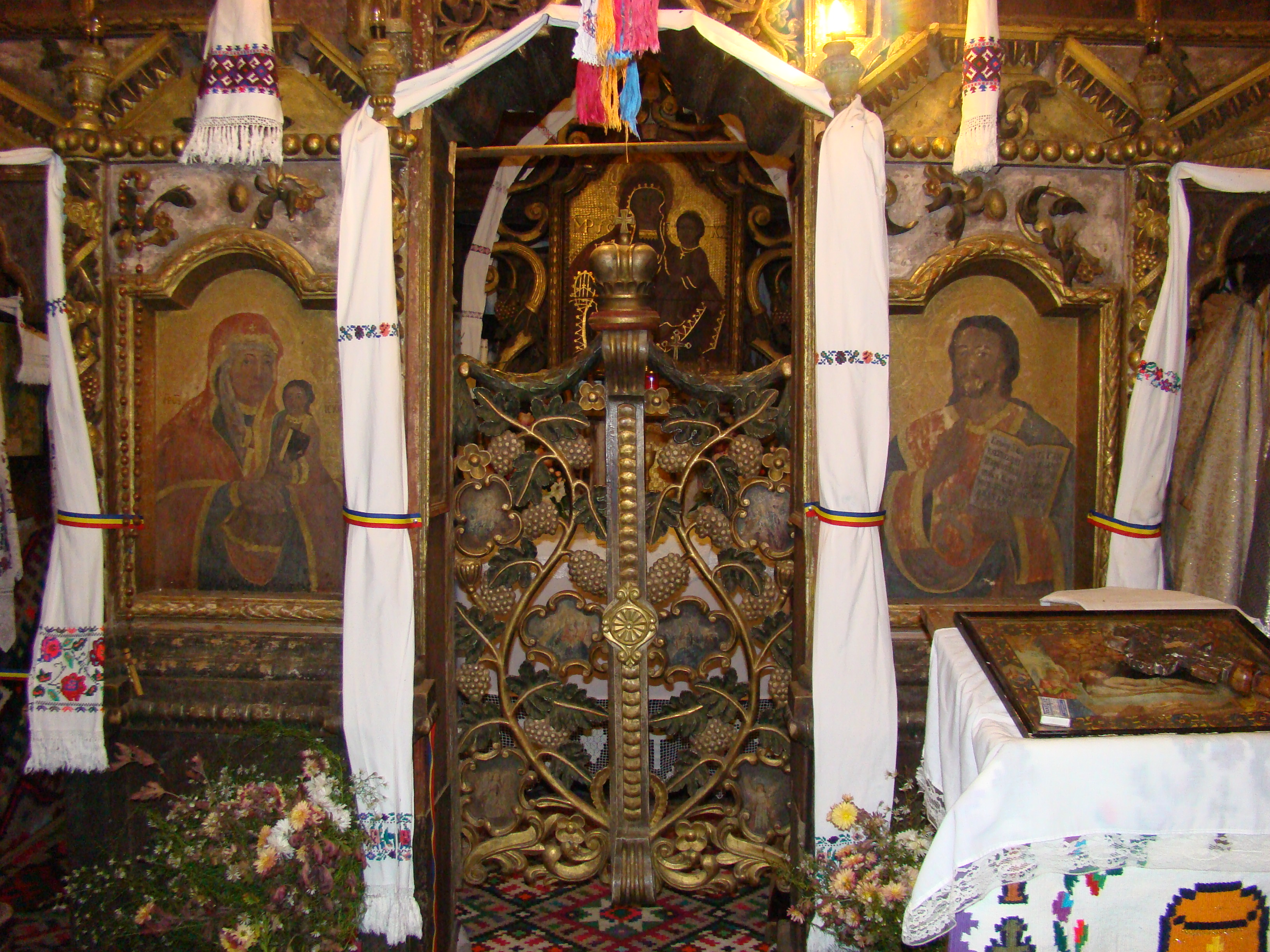
Portes i icones reials

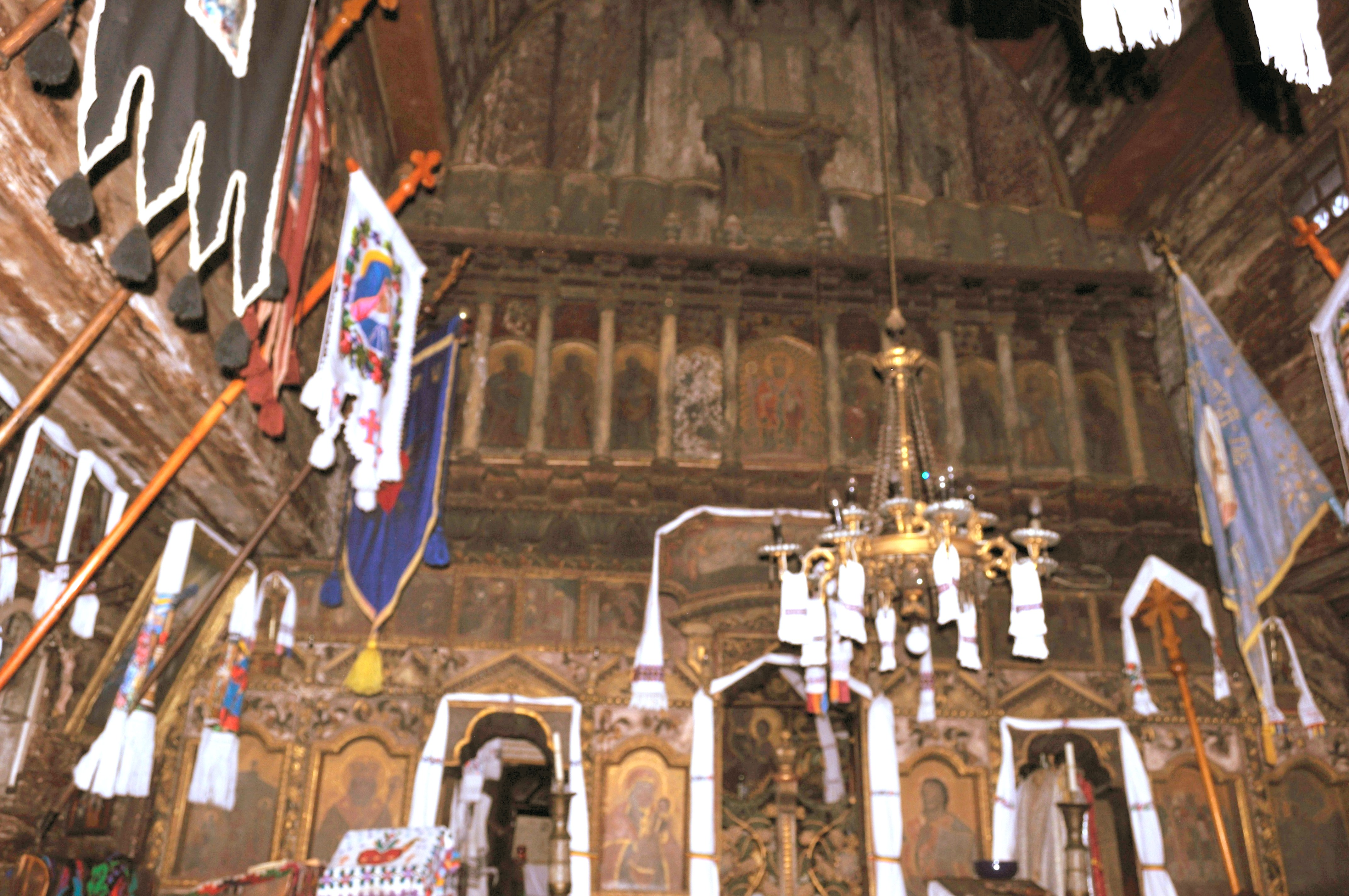
L'interior de la nau

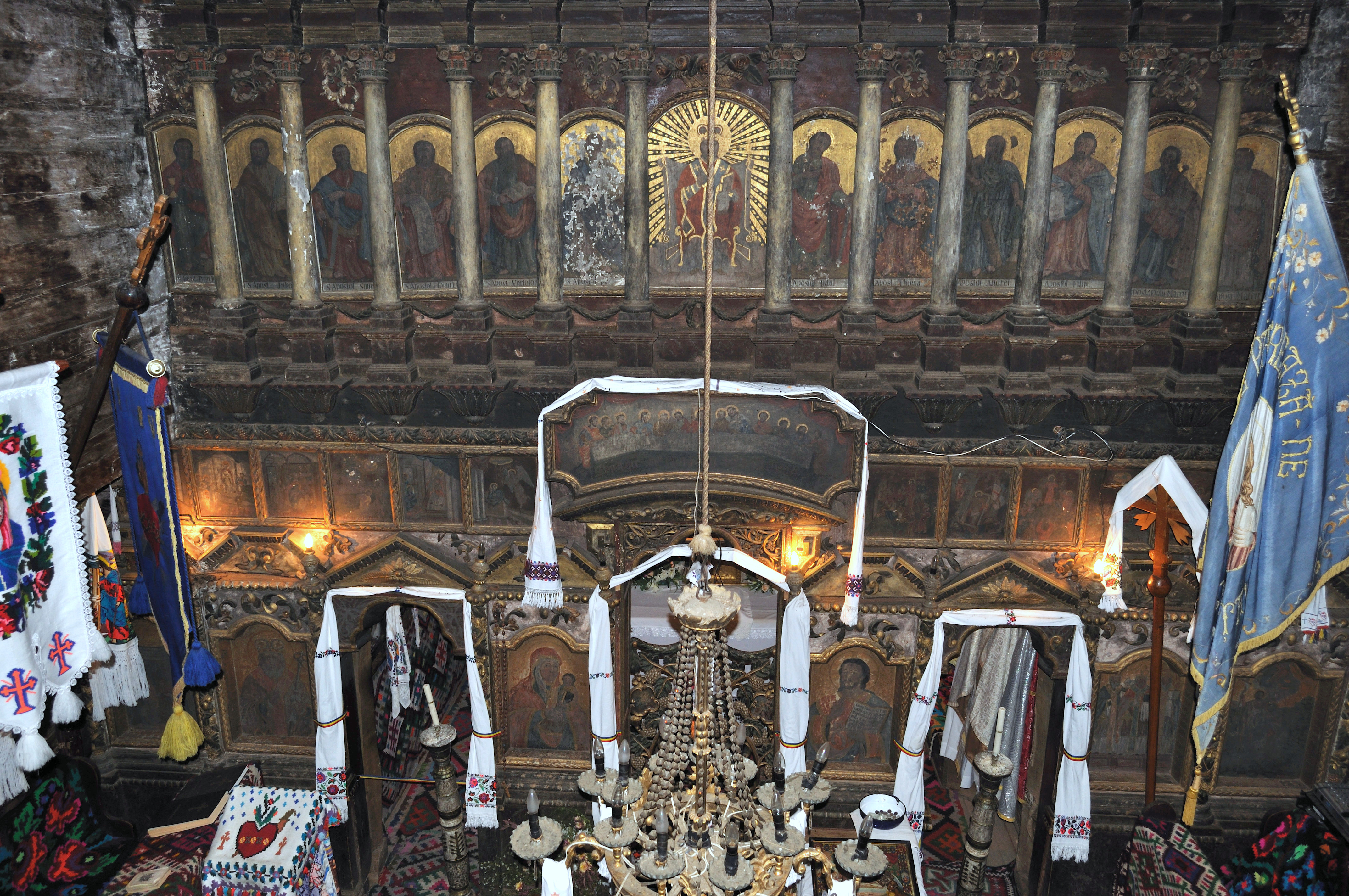
La iconòstasi vista des del cor de l'església

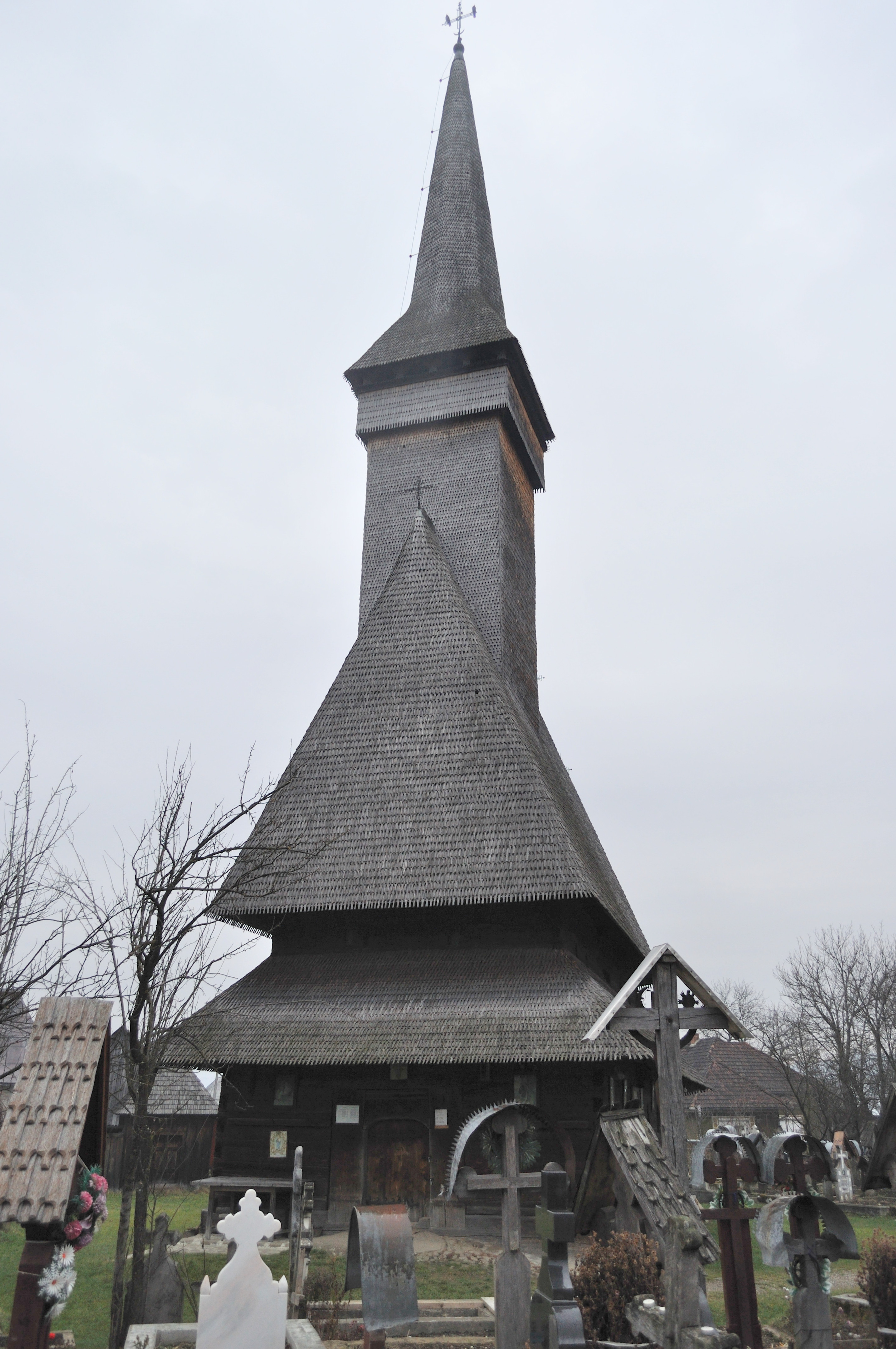
Església (oest)

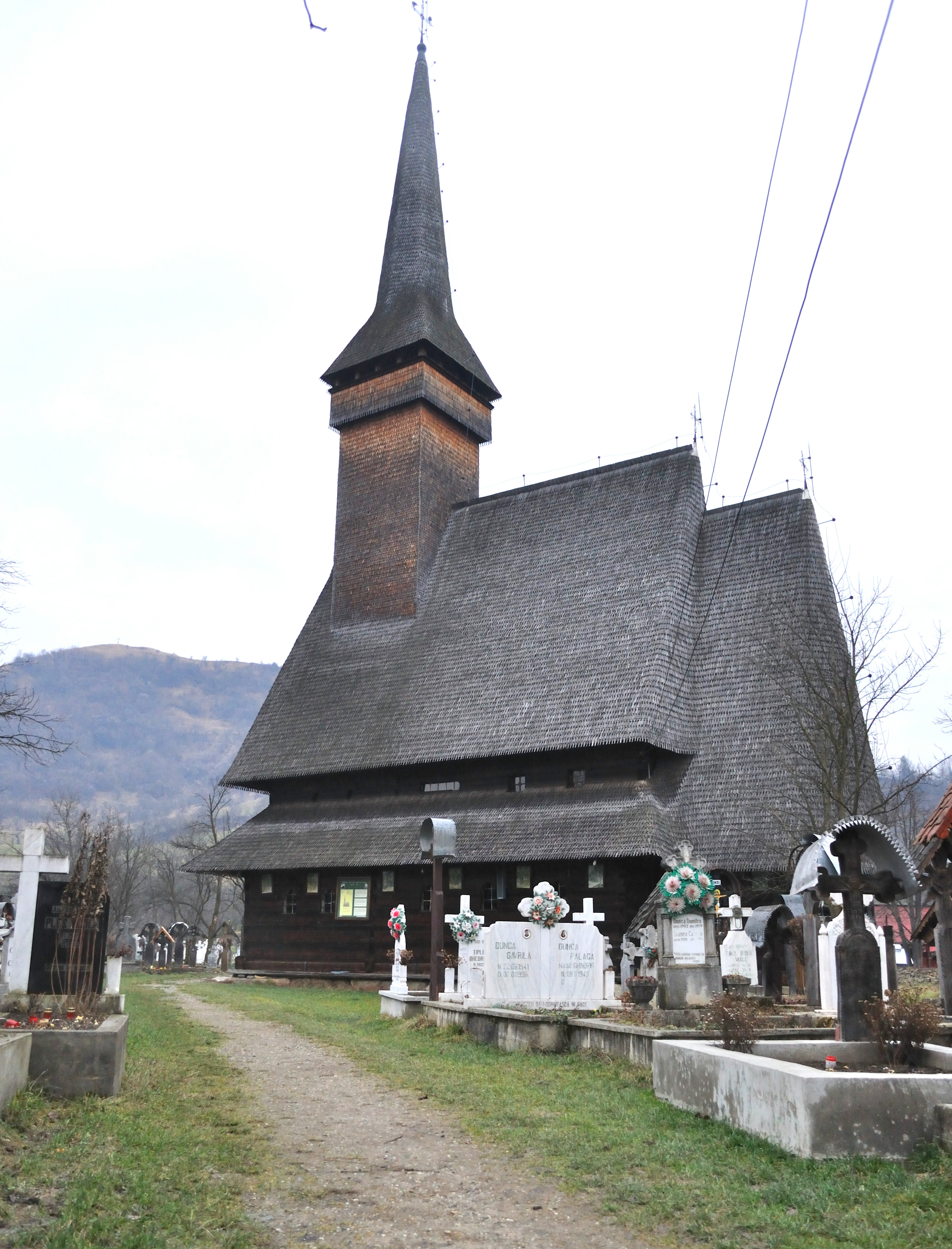
Església (sud-est)

L'església de fusta de la plana de Ieud, Romania, fou construïda, segons els documents d'arxiu, l'any 1712, però la tradició diu que l'any 1717. No s'ha de confondre amb l'església del turó de Ieud, que es va construir abans.
L'interior de l'església es va decorar en estil romà d'Orient l'any 1765 pel pintor Alexandru Ponehalschi. El lloc està dedicat a la Nativitat de la Mare de Déu i apareix a la llista de monuments històrics, cod LMI MM-II-aA-04587.

## Història i característiques
Va ser erigida el 1718, després de l'última invasió tàrtara, i va ser restaurada el 1962. L'antic lloc de culte grecocatòlic (vegeu, Schematism Maramureș 1936 reimprès el 2011, font: Episcopat grecocatòlic de Maramureș), és una de les construccions de fusta més grans de Romania. També anomenada "catedral de fusta", per la seva monumentalitat i harmonia, és potser l'església de fusta més bella de Maramureș.
L'absis de l'altar poligonal és desenganxat, la nau rectangular té volta semicilíndrica elevada. La torre s'aixeca sobre el nàrtex sostret, amb una figura esvelta i una alçada apreciable. El sostre és molt alt i costerut, amb doble volta. La pintura d'interior, realitzada l'any 1841, està gairebé completament esborrada. A l'interior hi ha una col·lecció molt bonica i valuosa d'icones de vidre de Nicula i d'altres centres de pintors de Transsilvània.

## Imatges des de dins

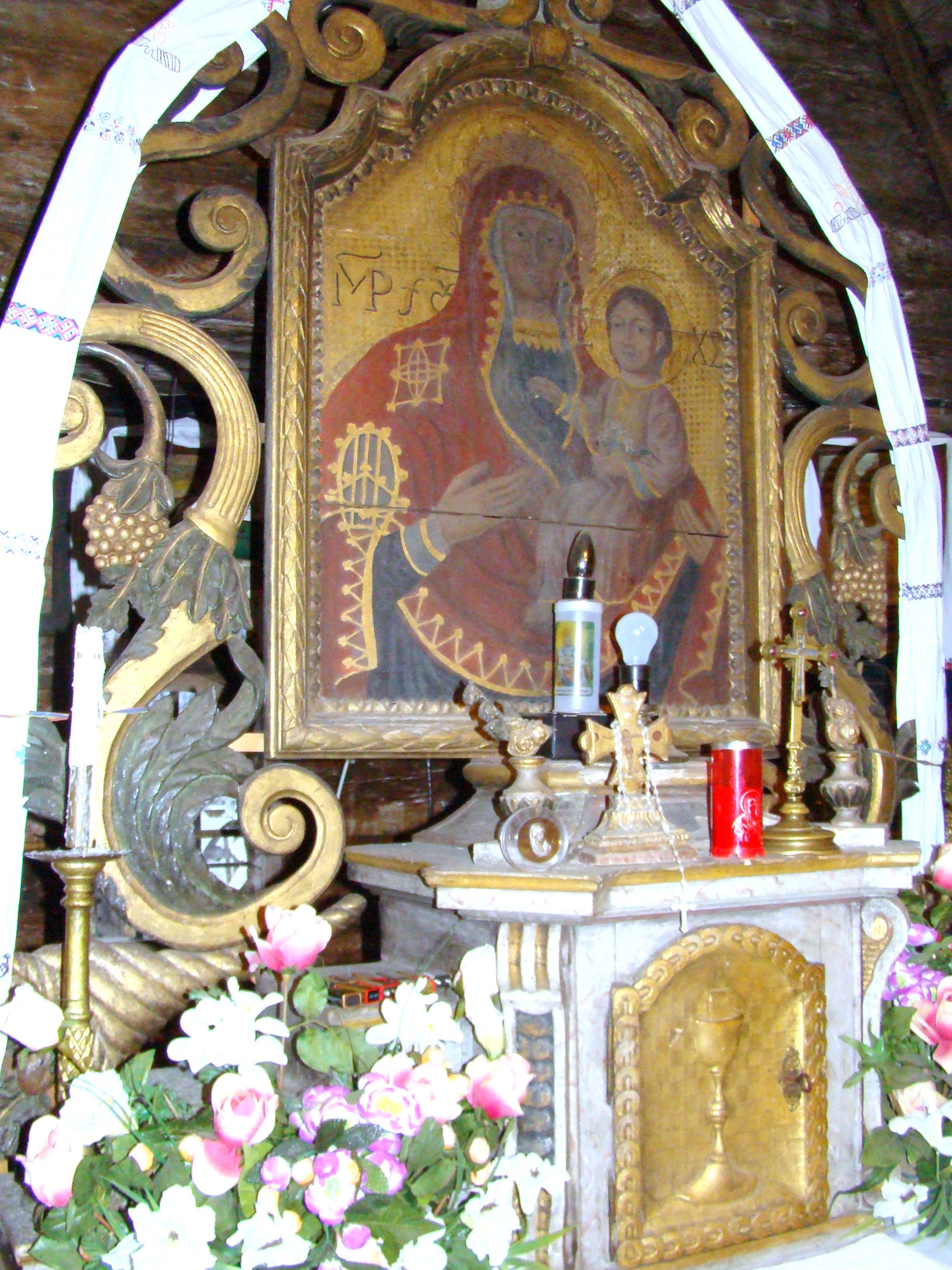
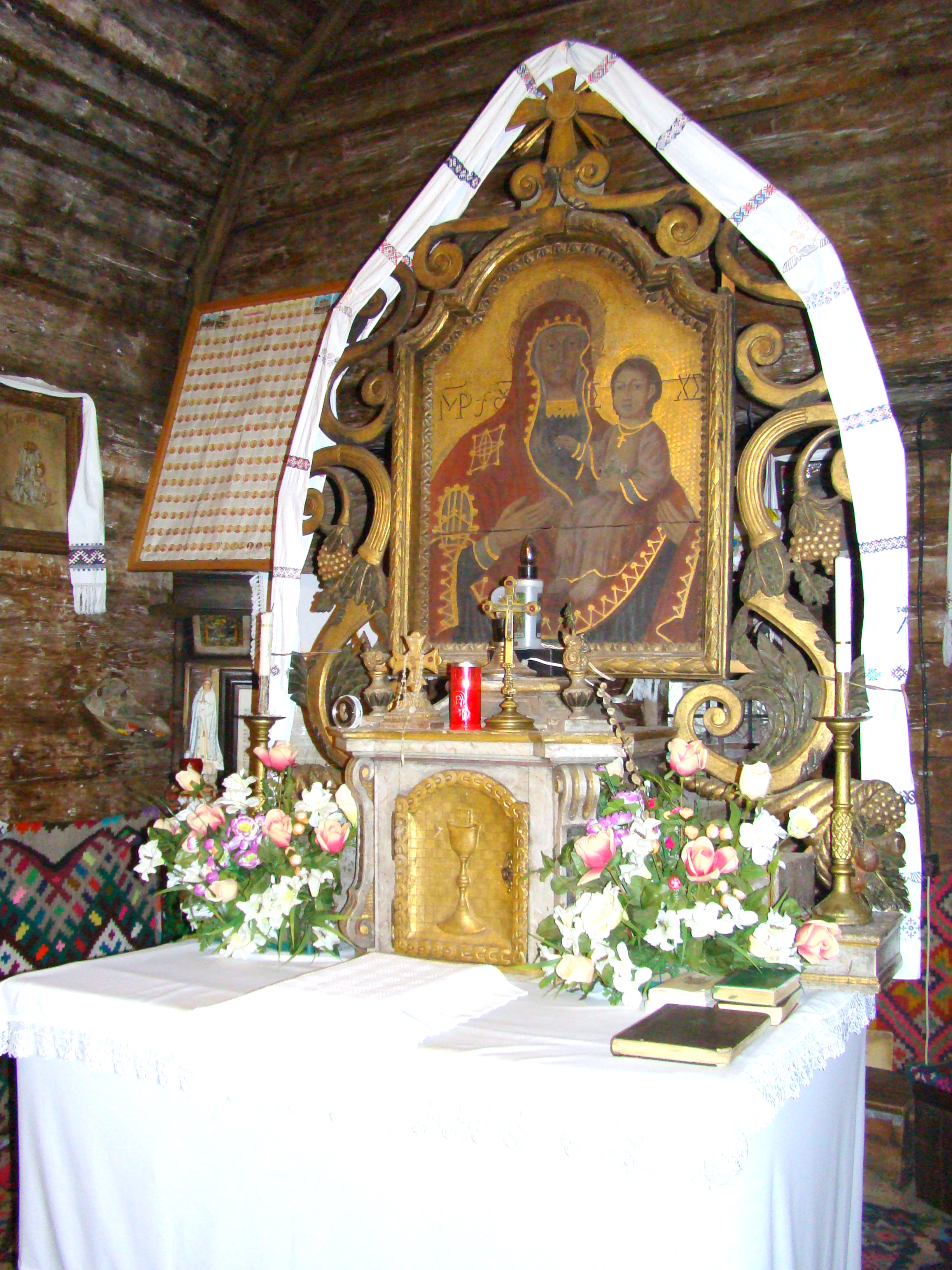
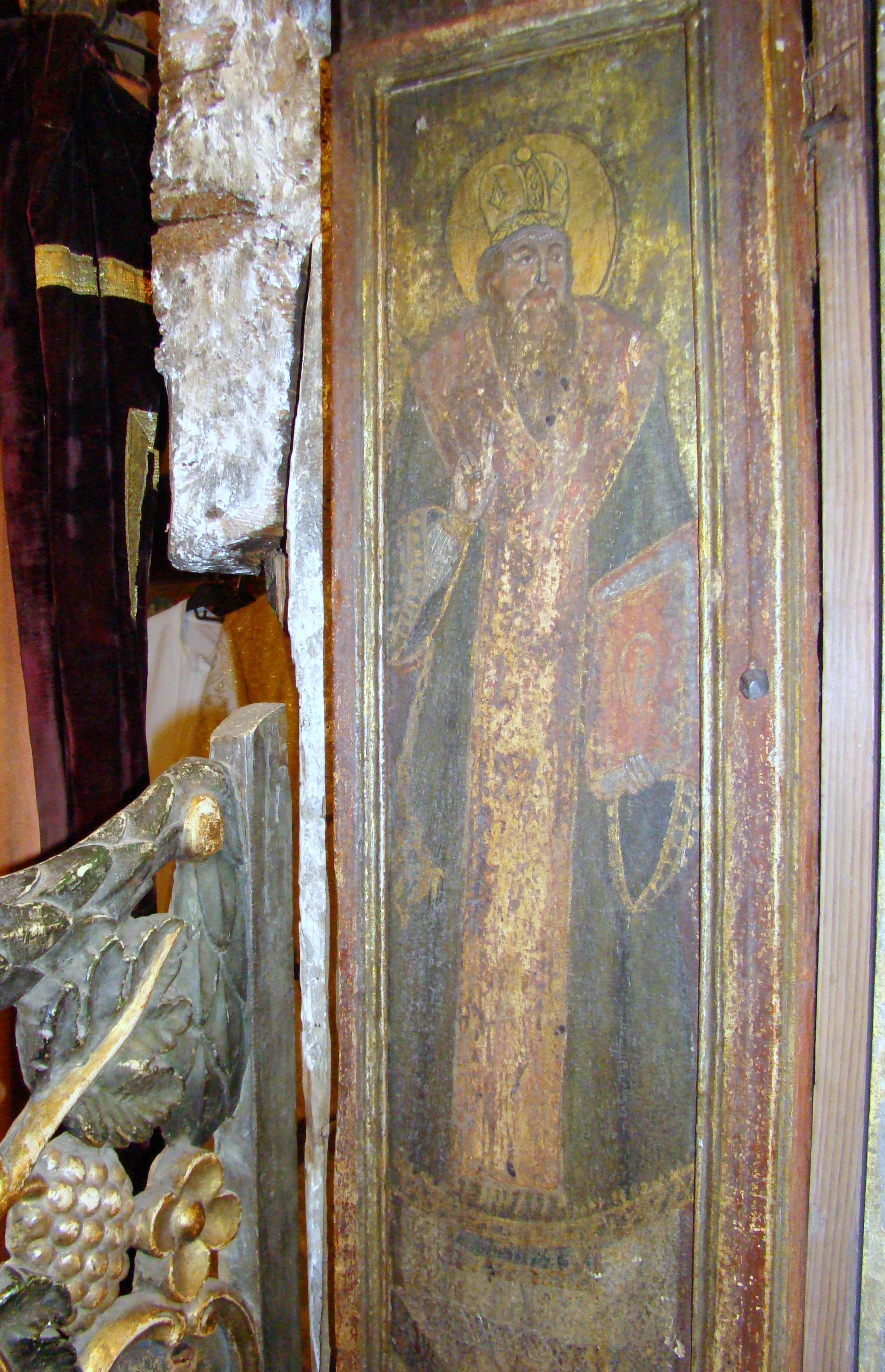
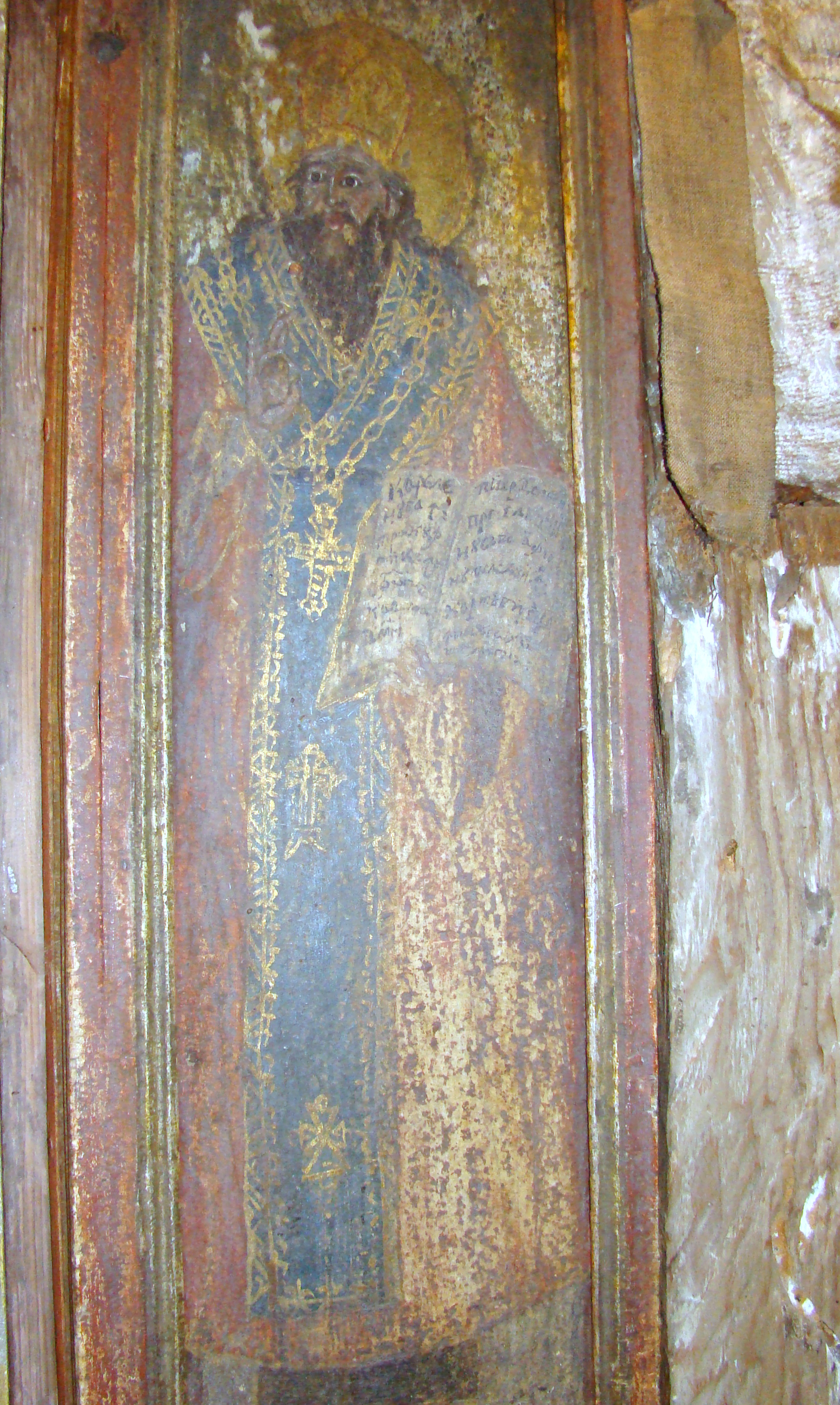
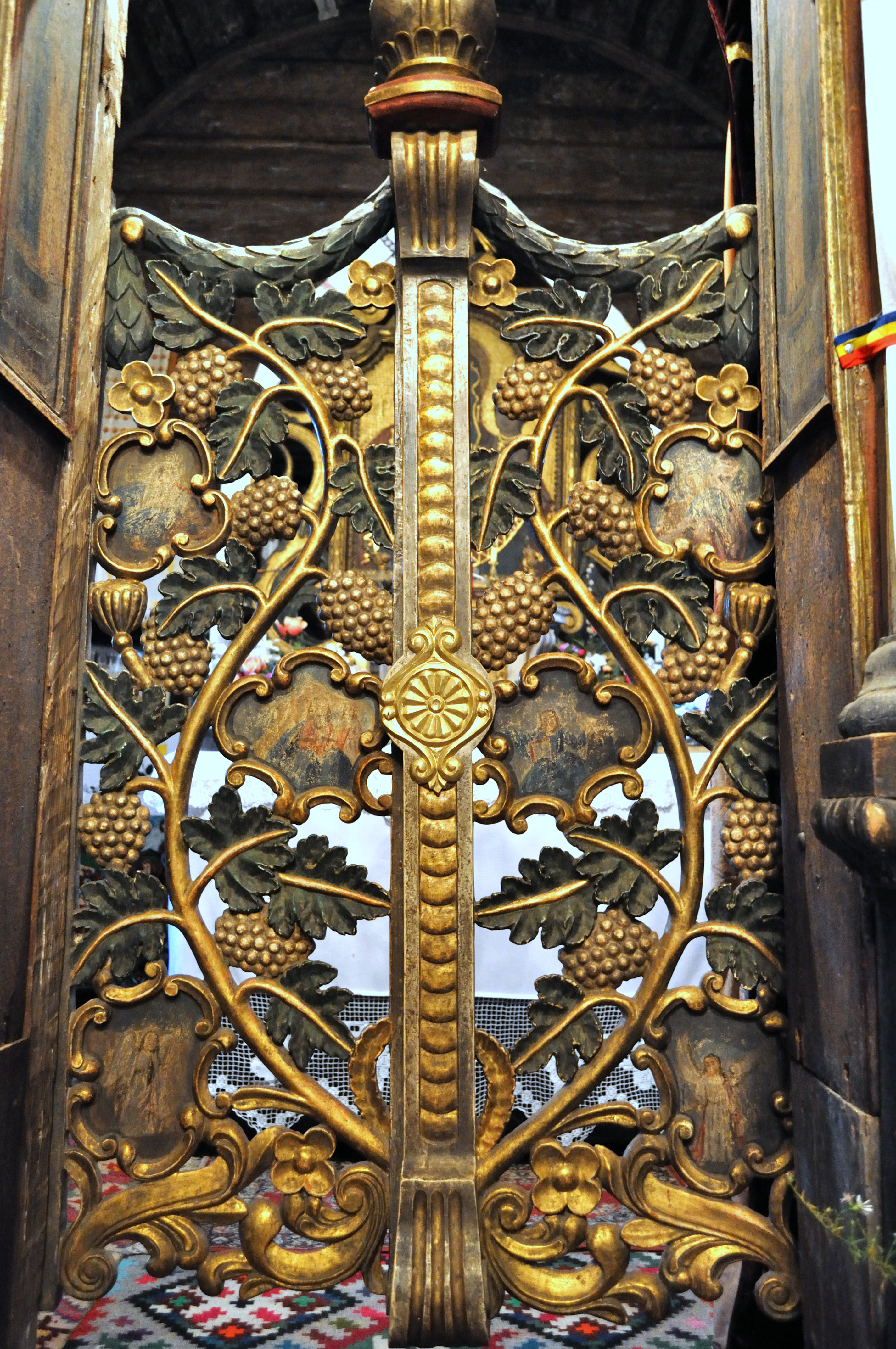
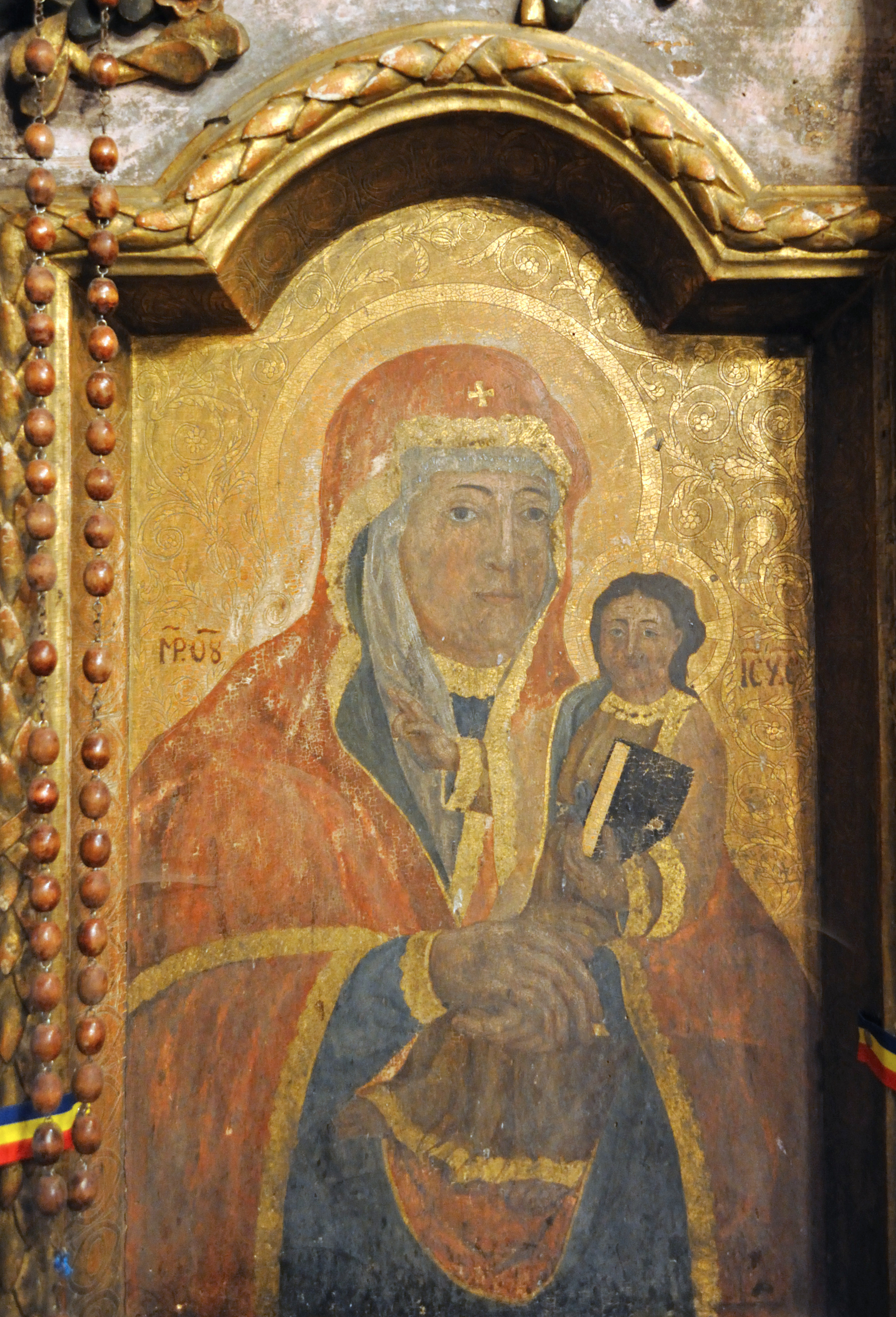
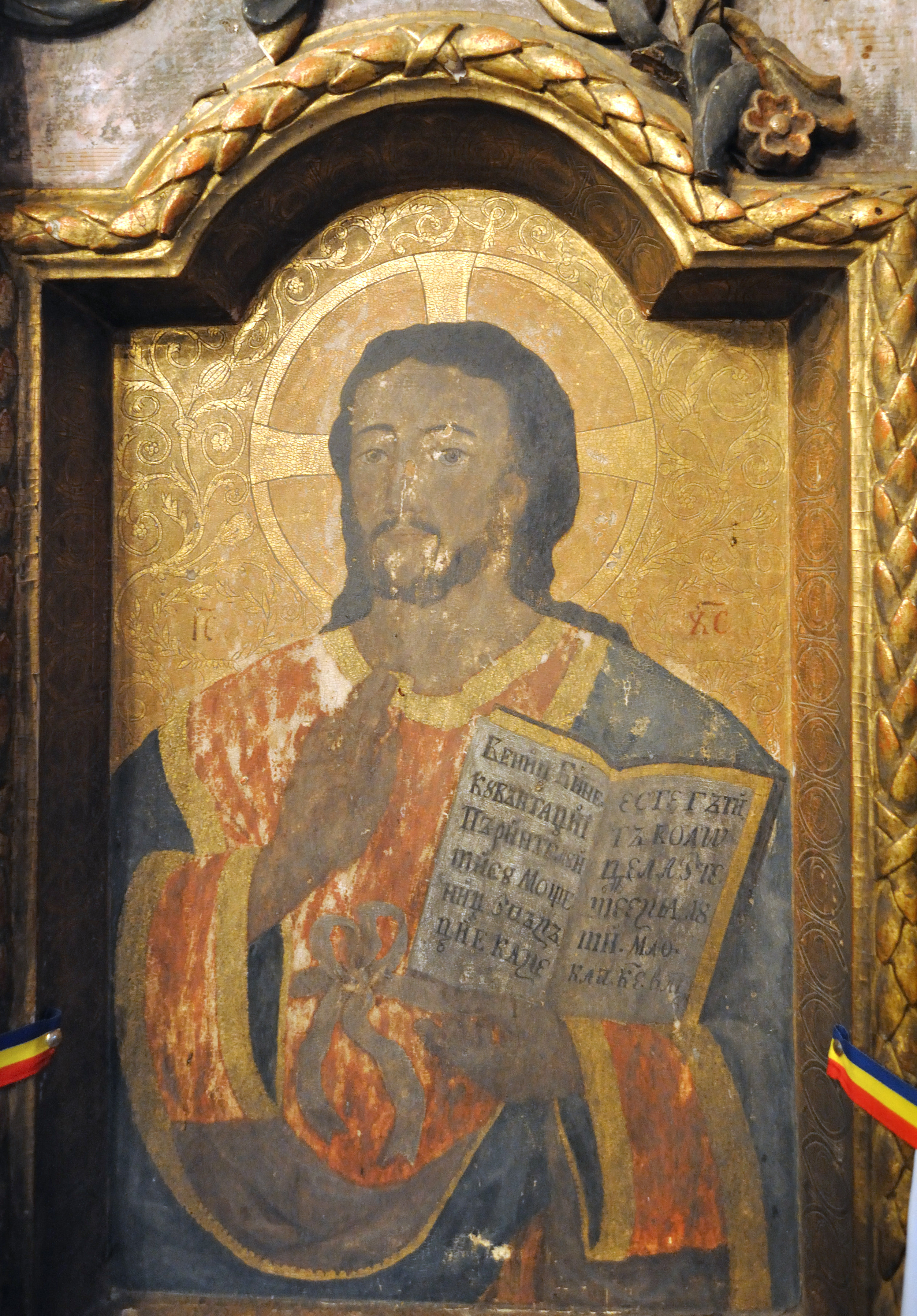
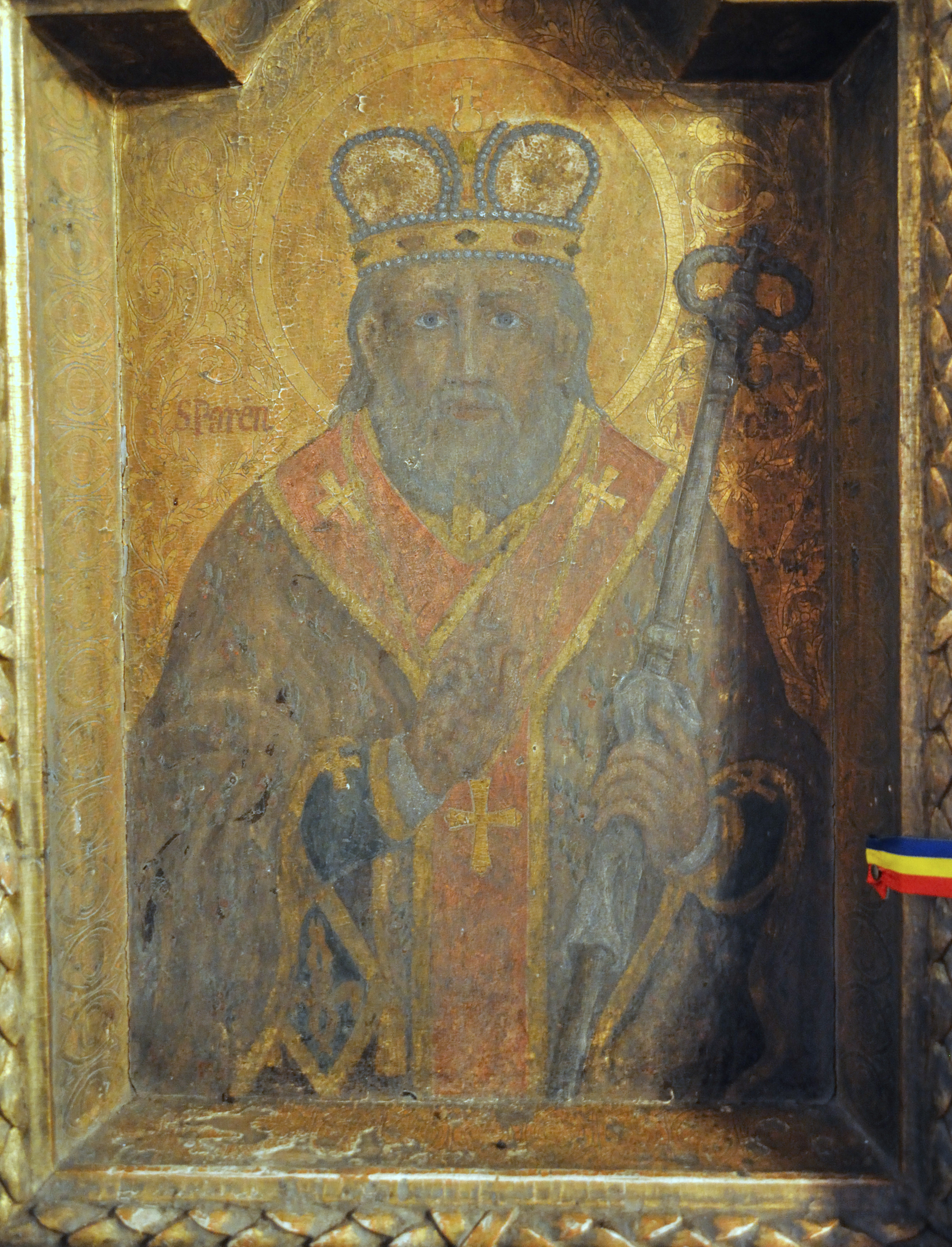
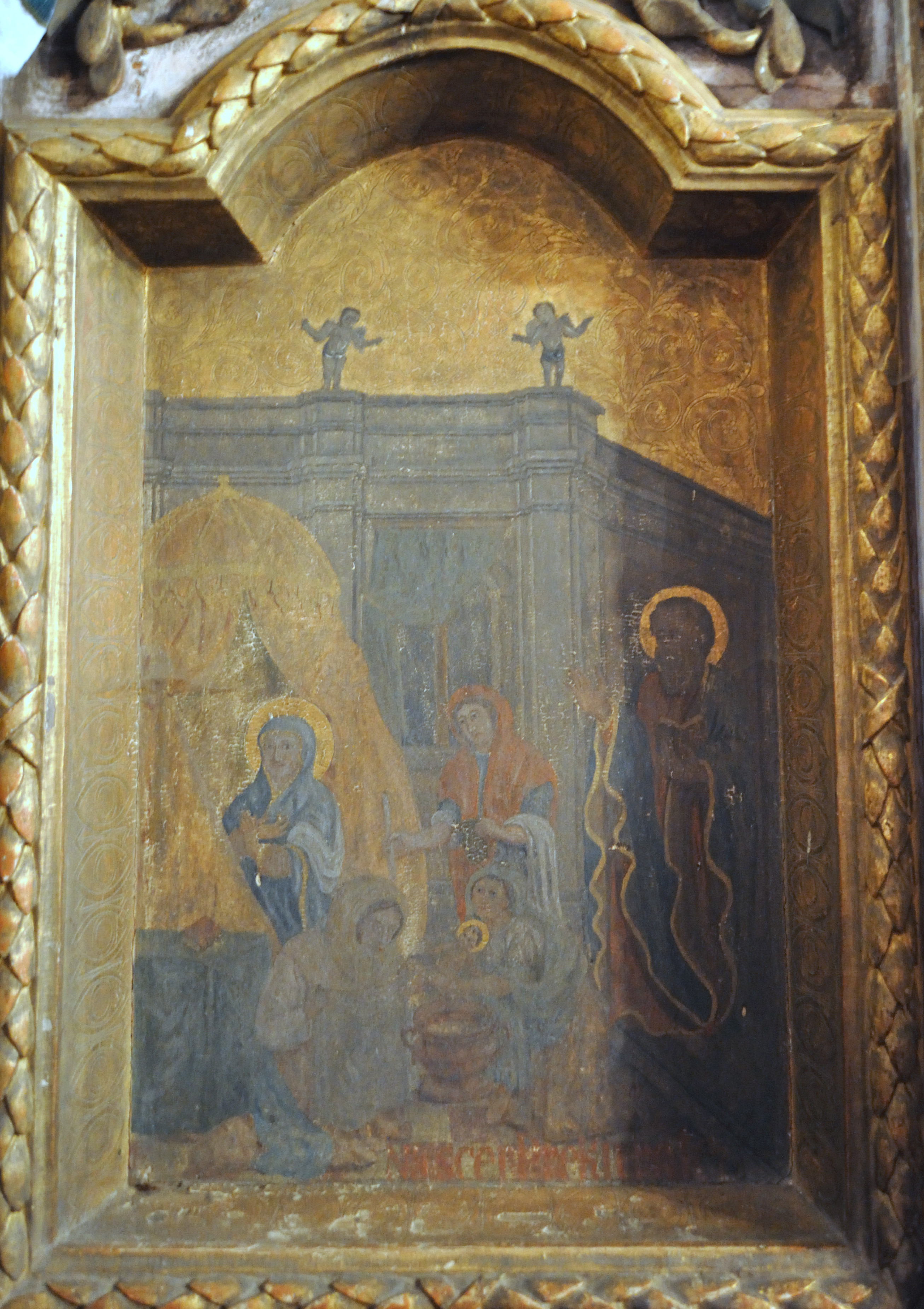
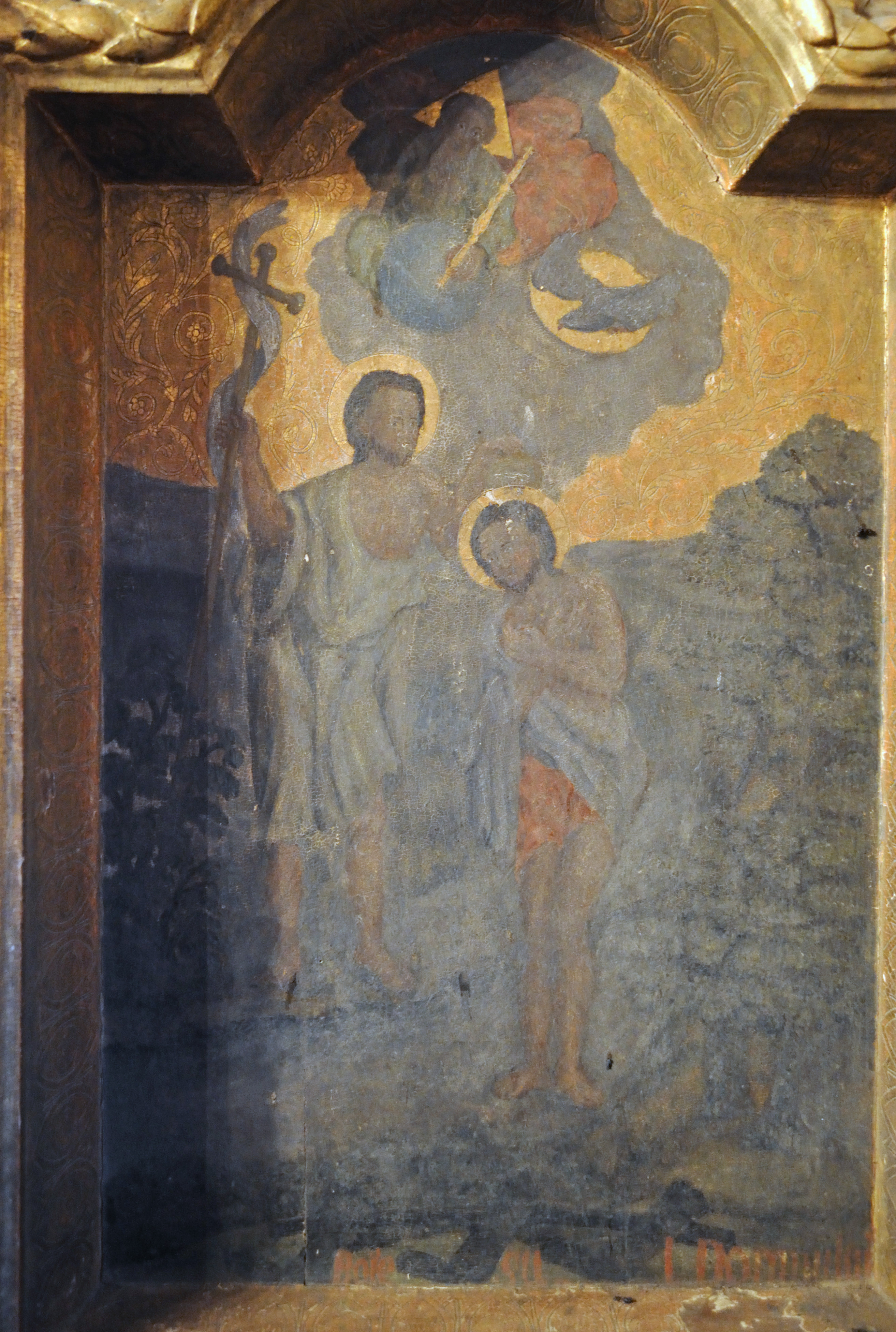
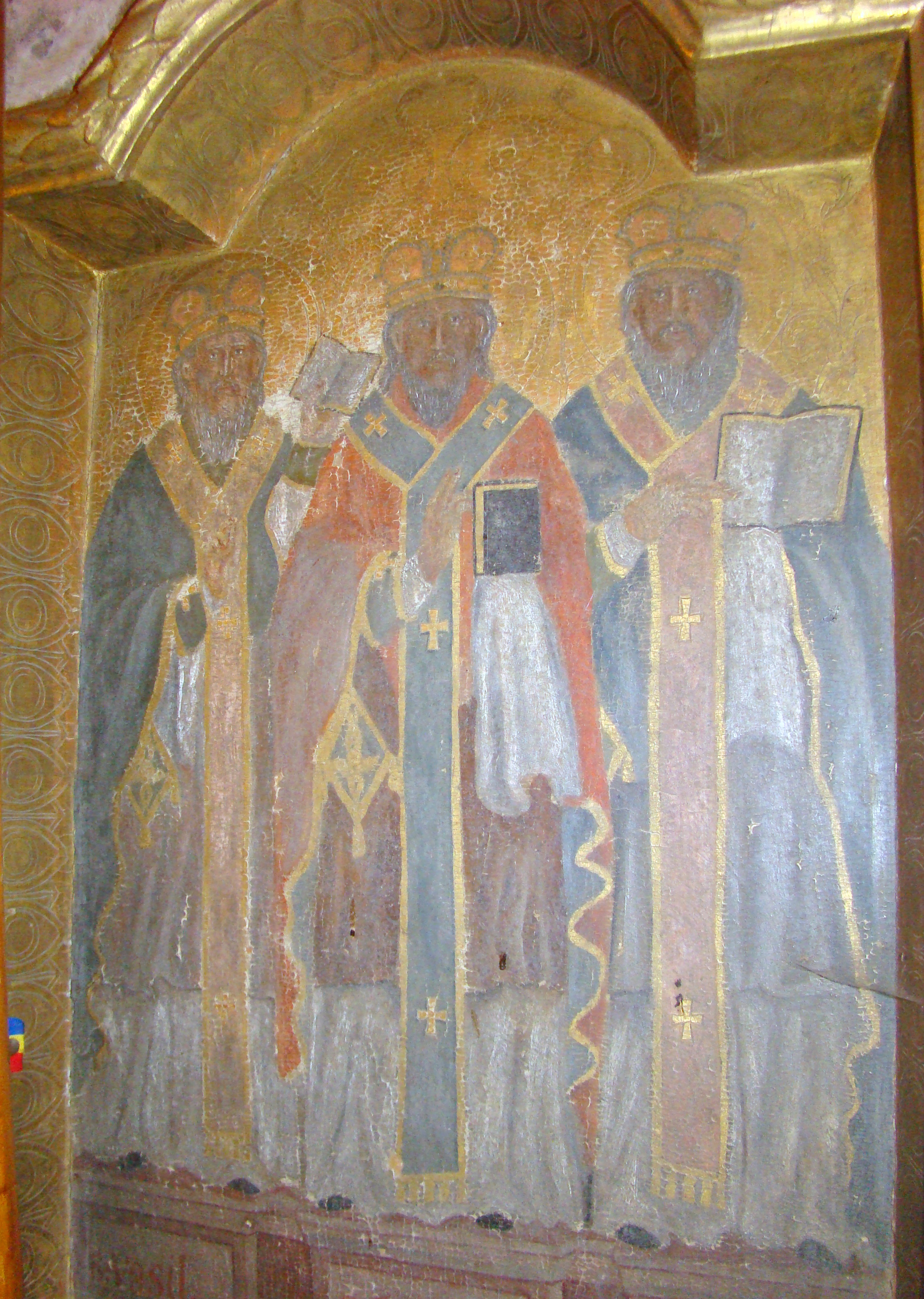
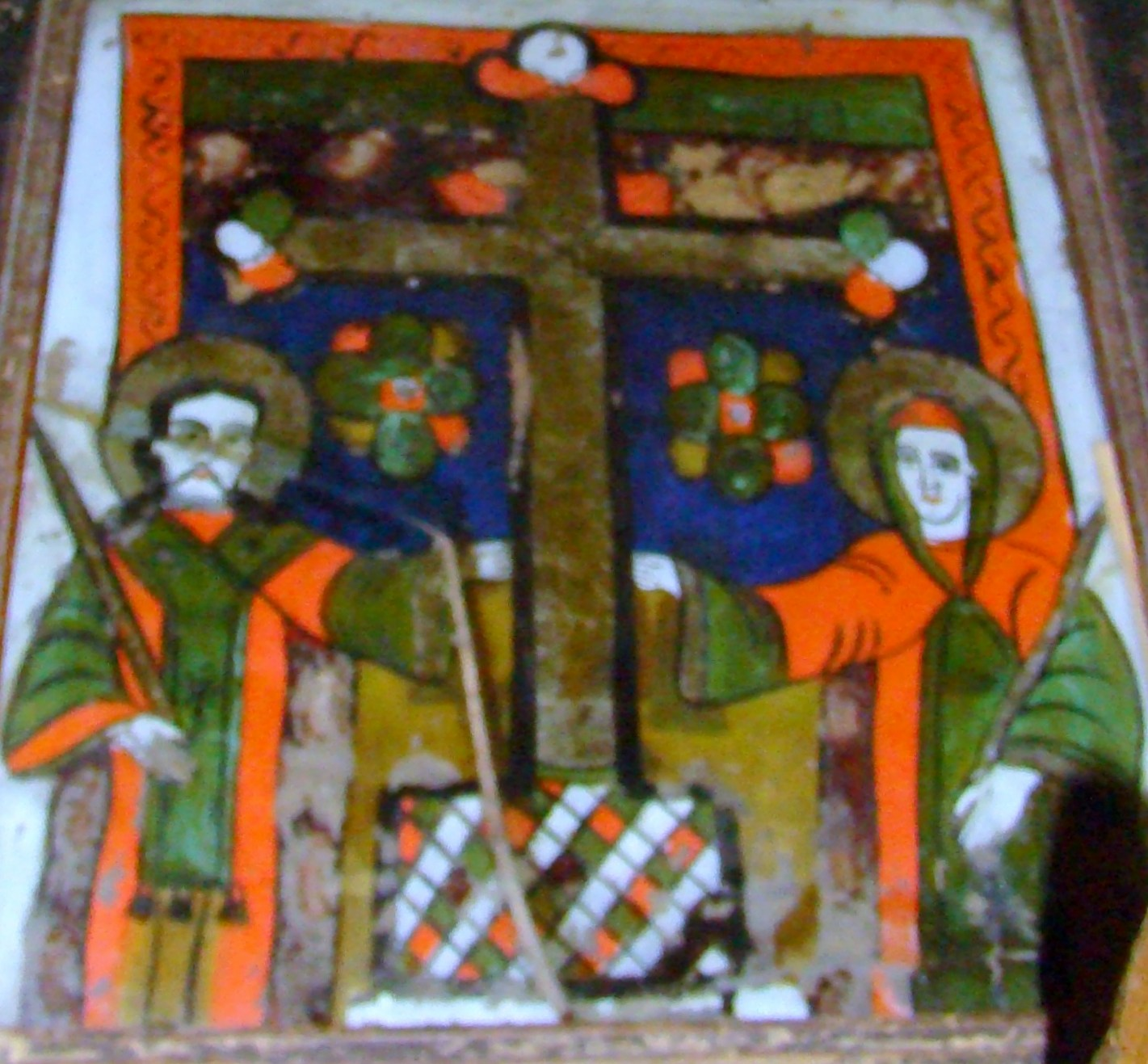
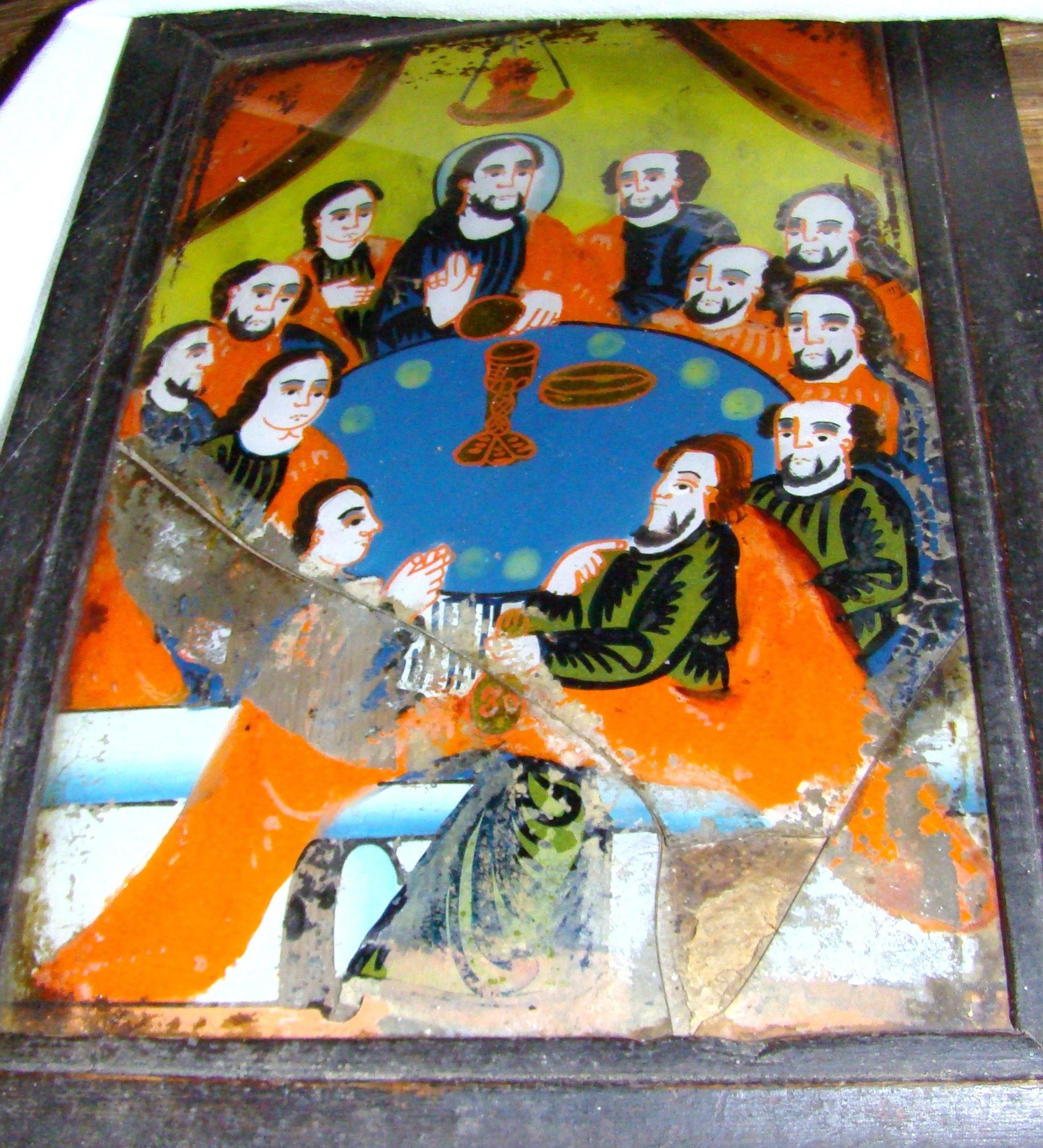
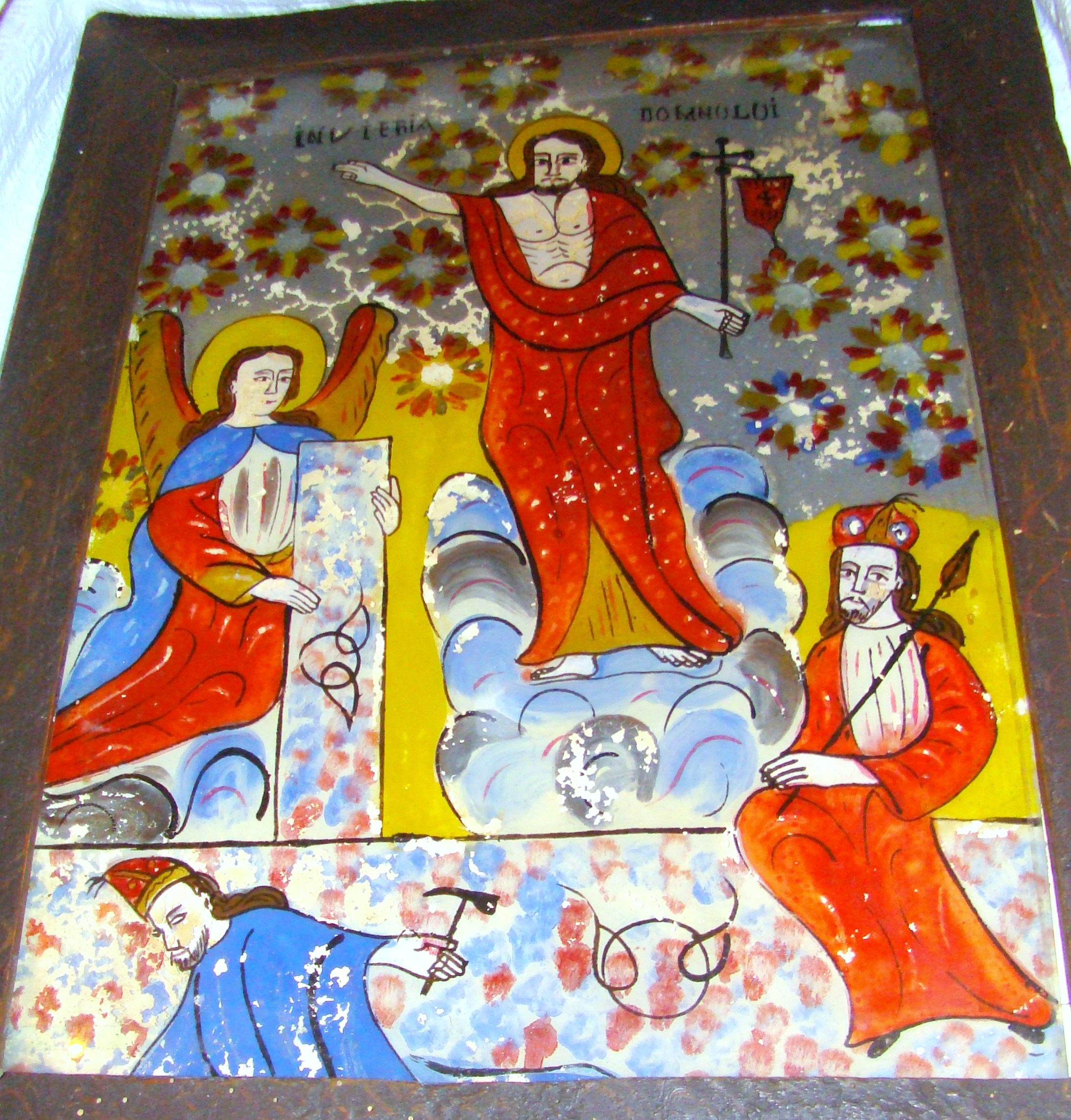
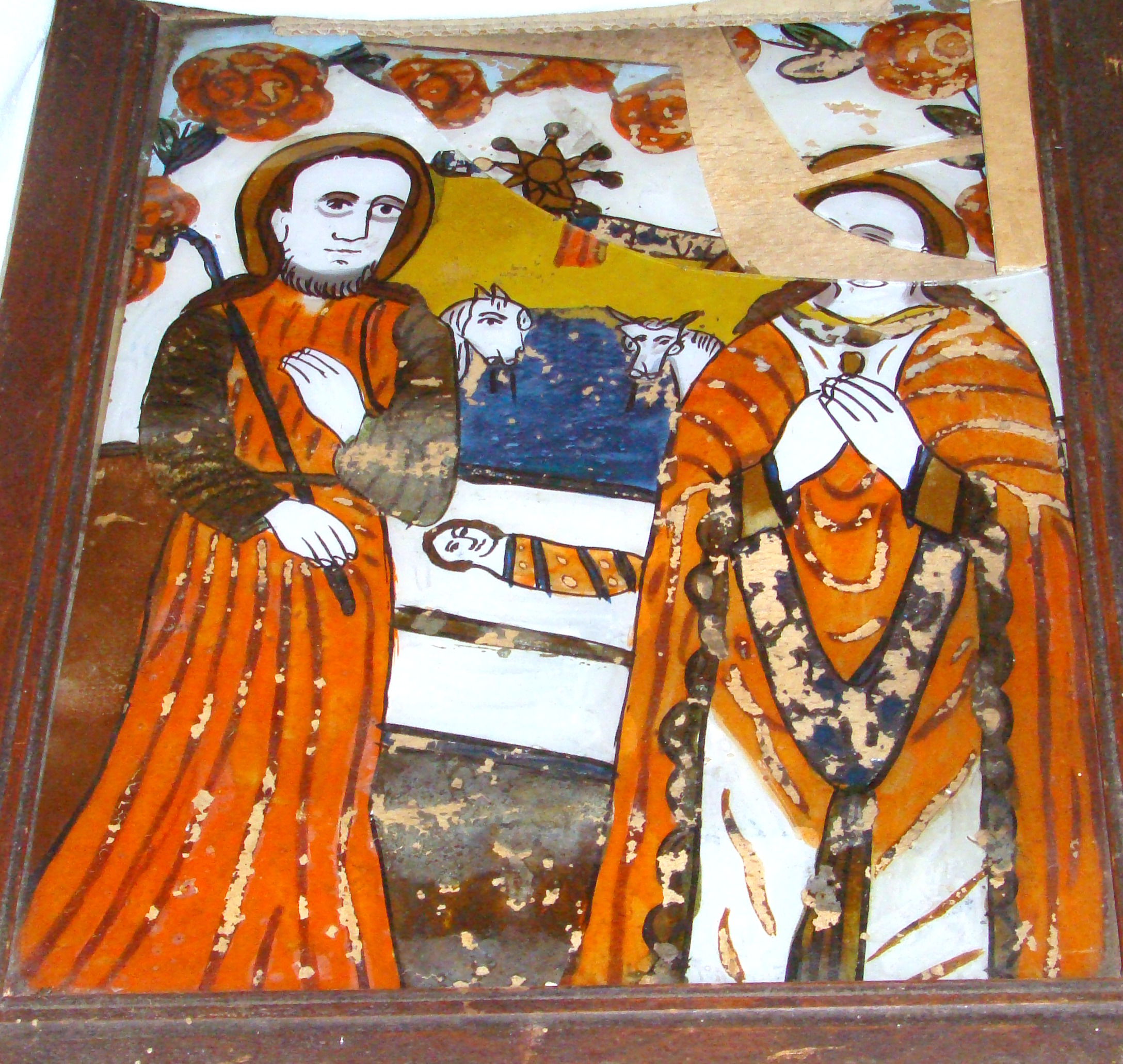
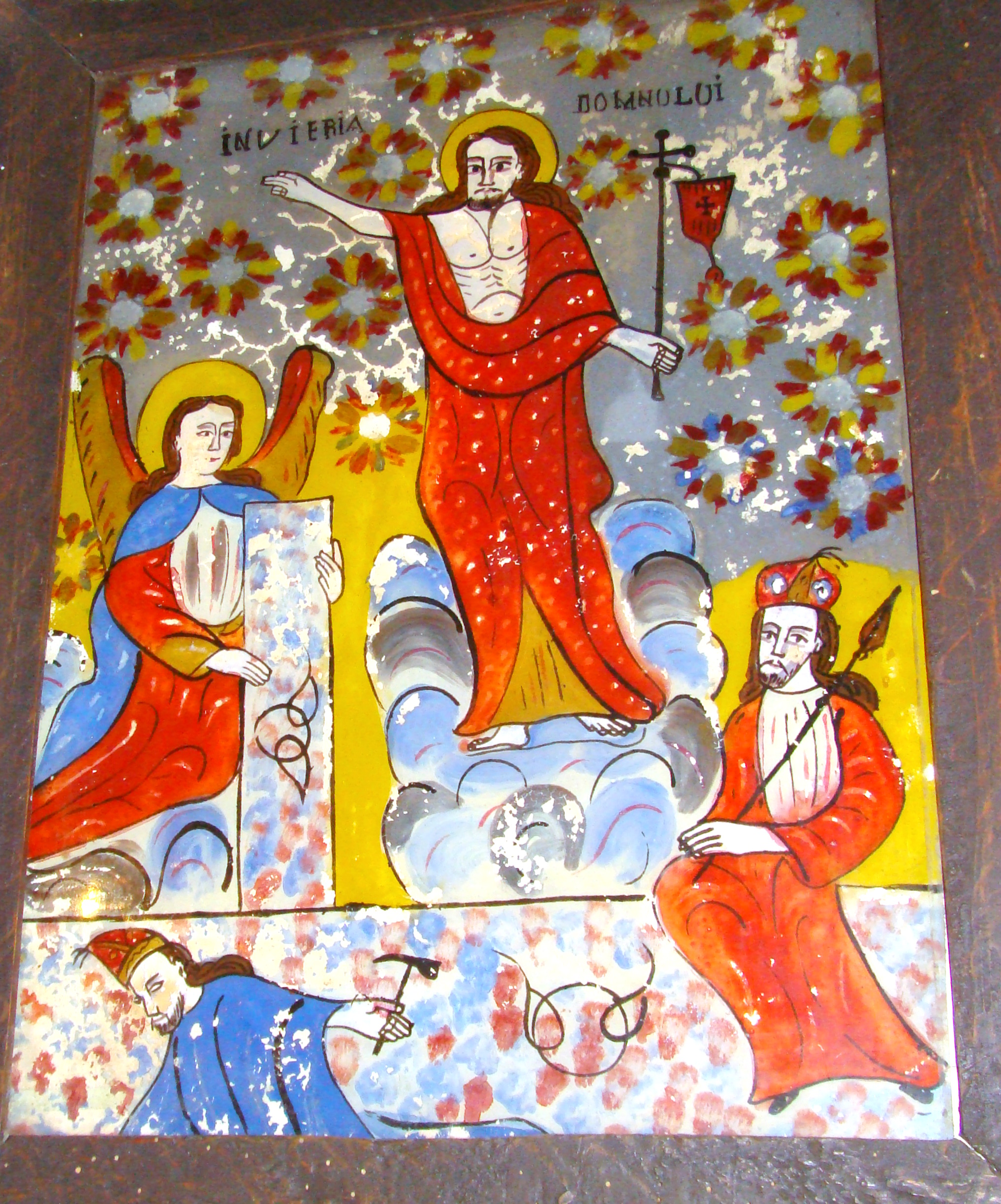
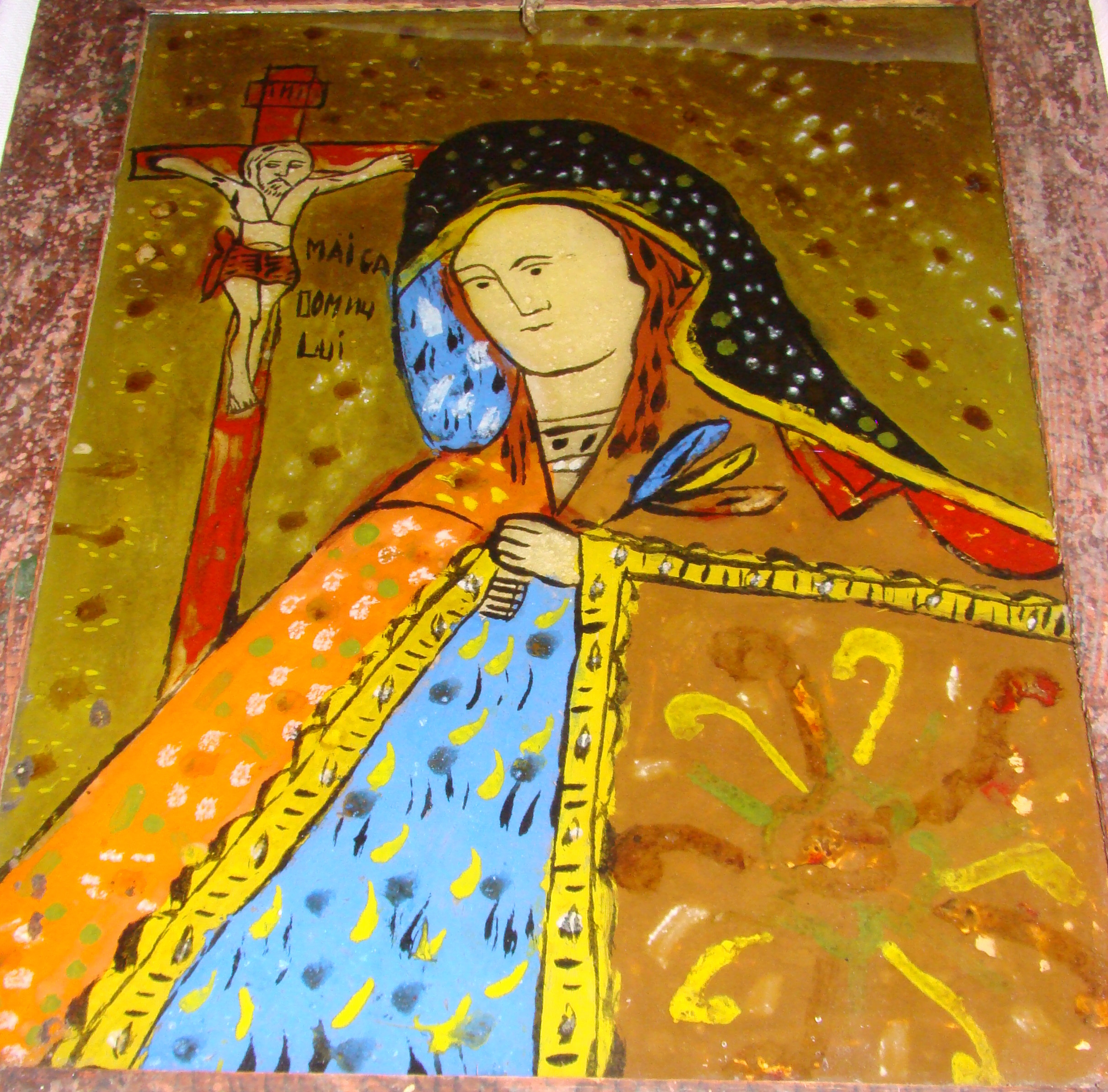
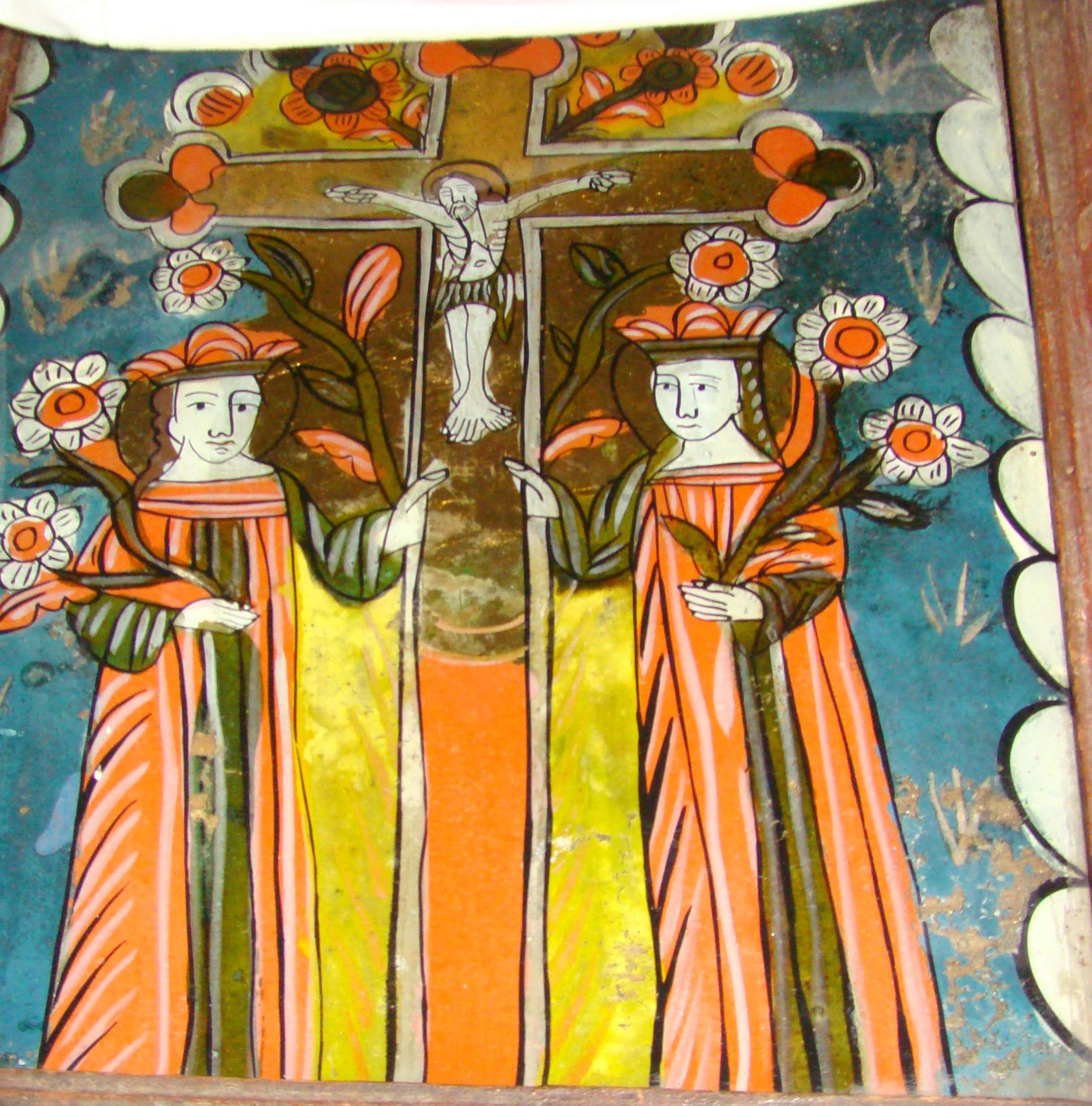
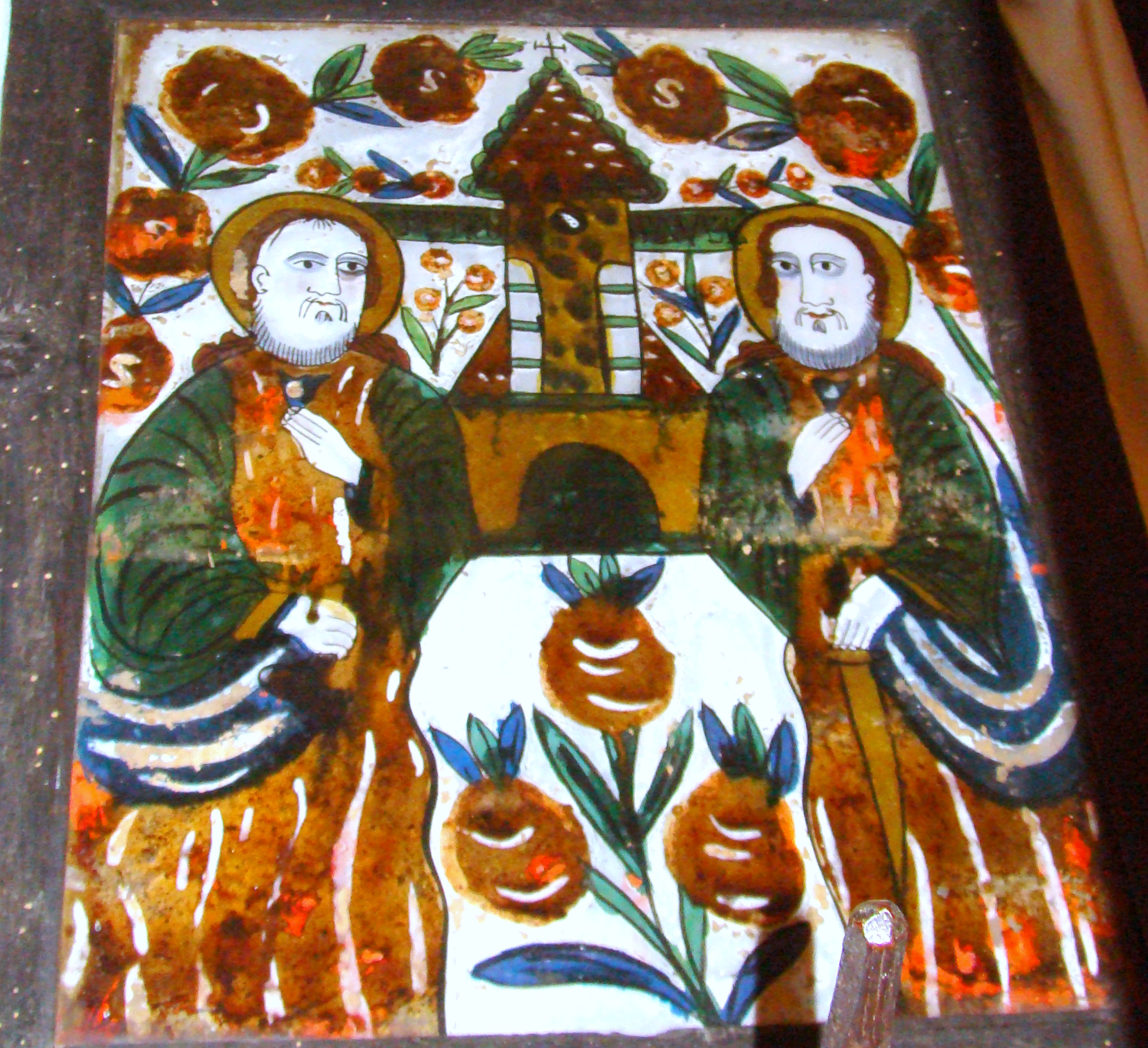
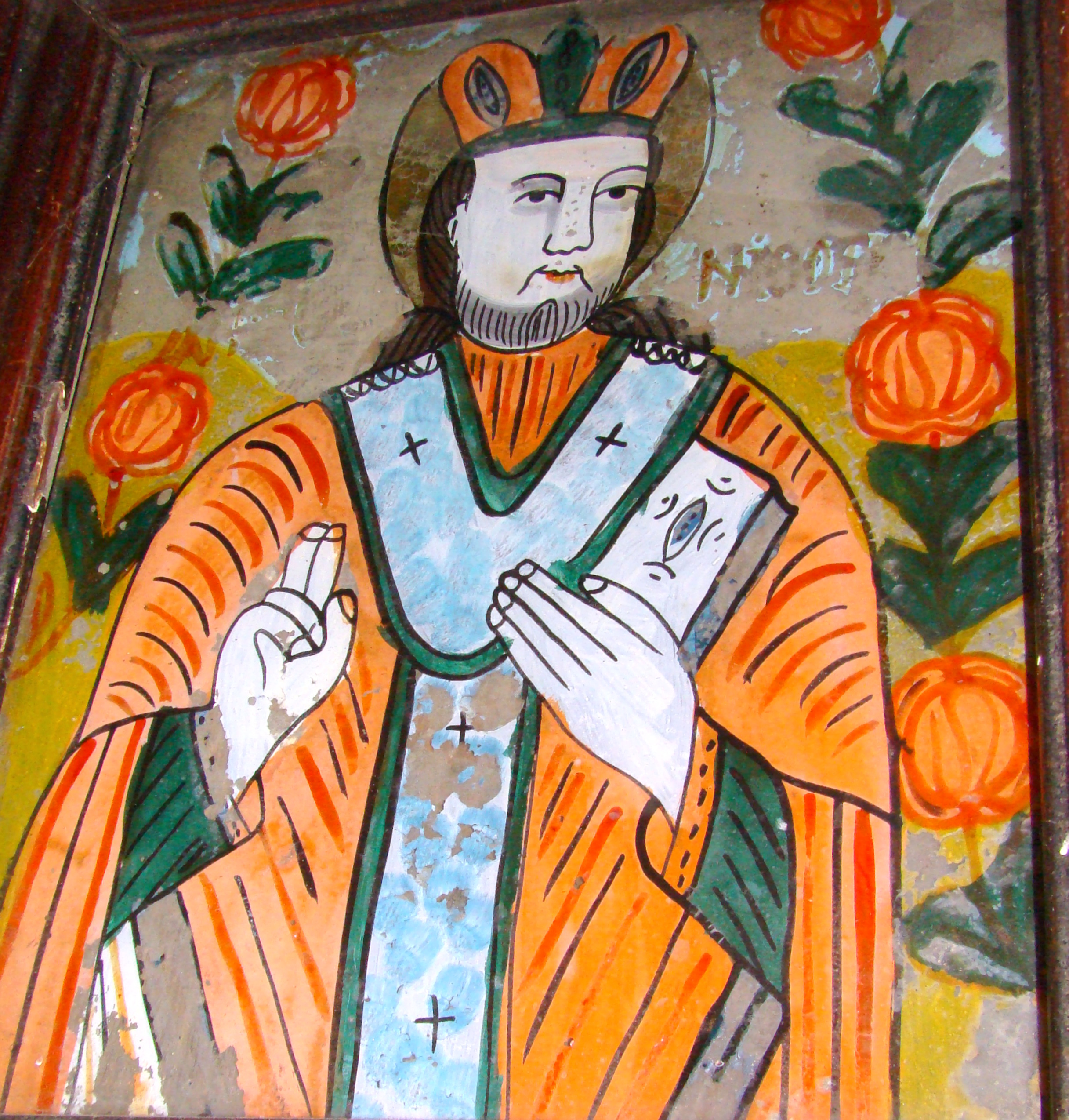
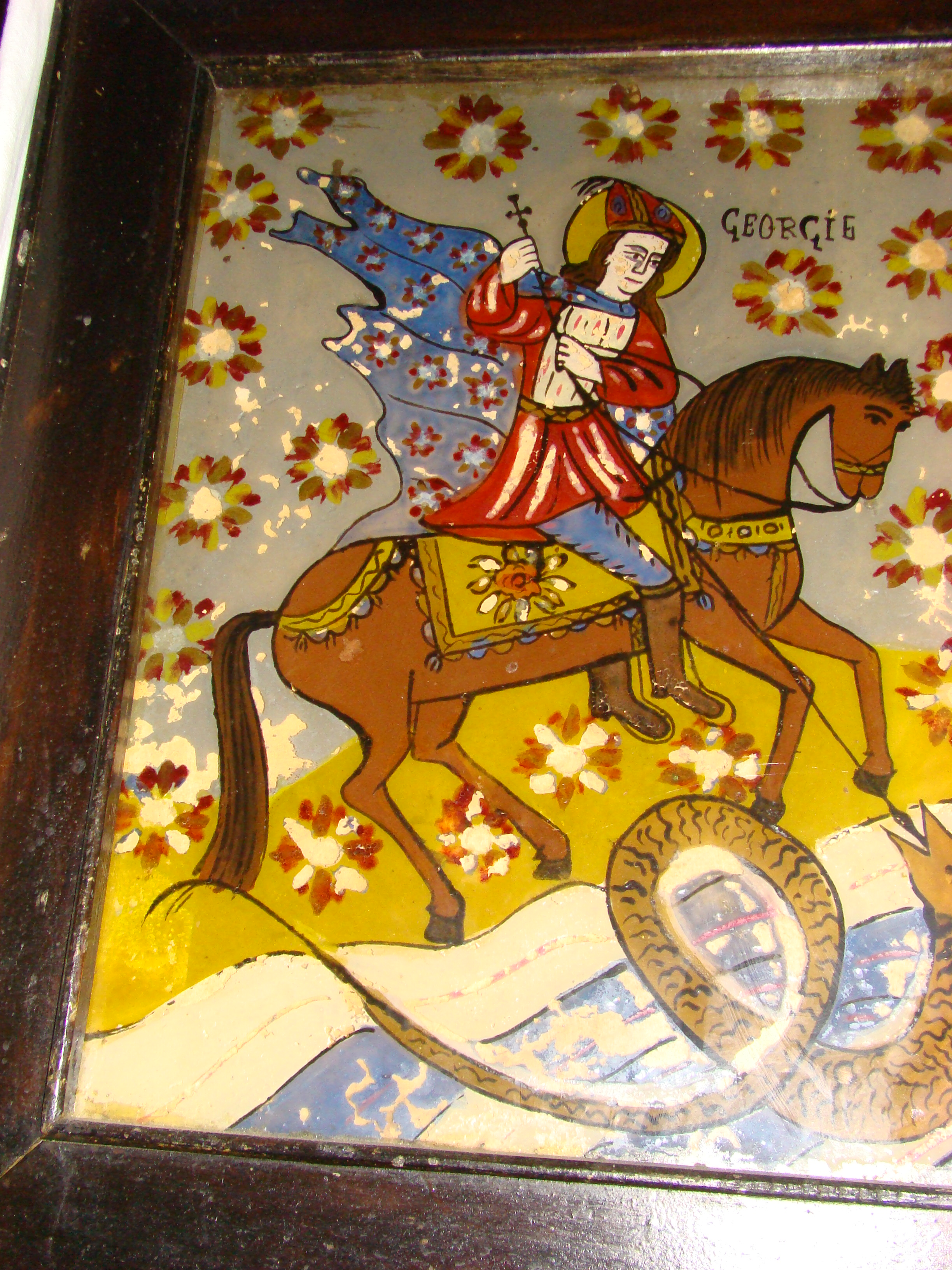
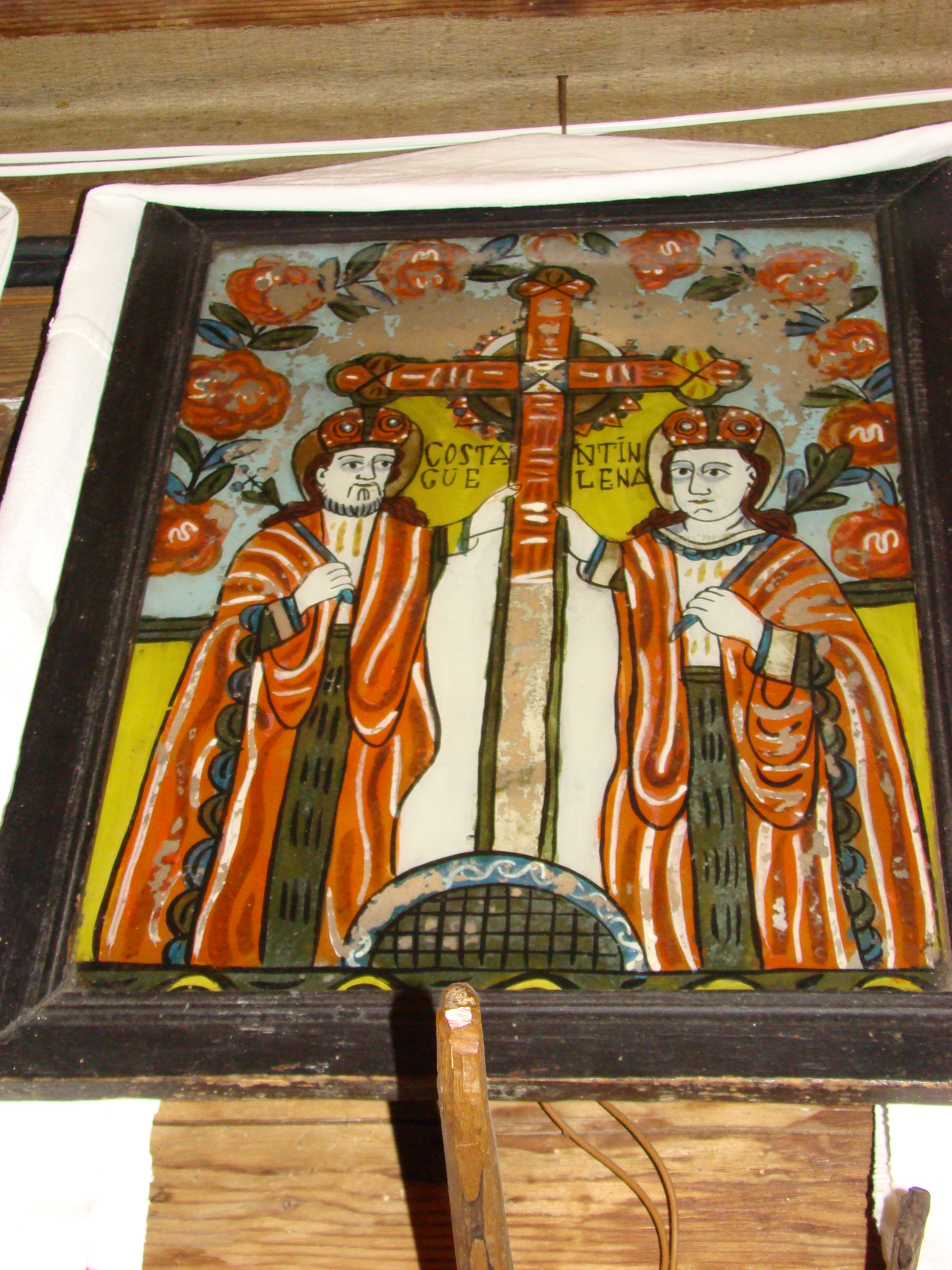
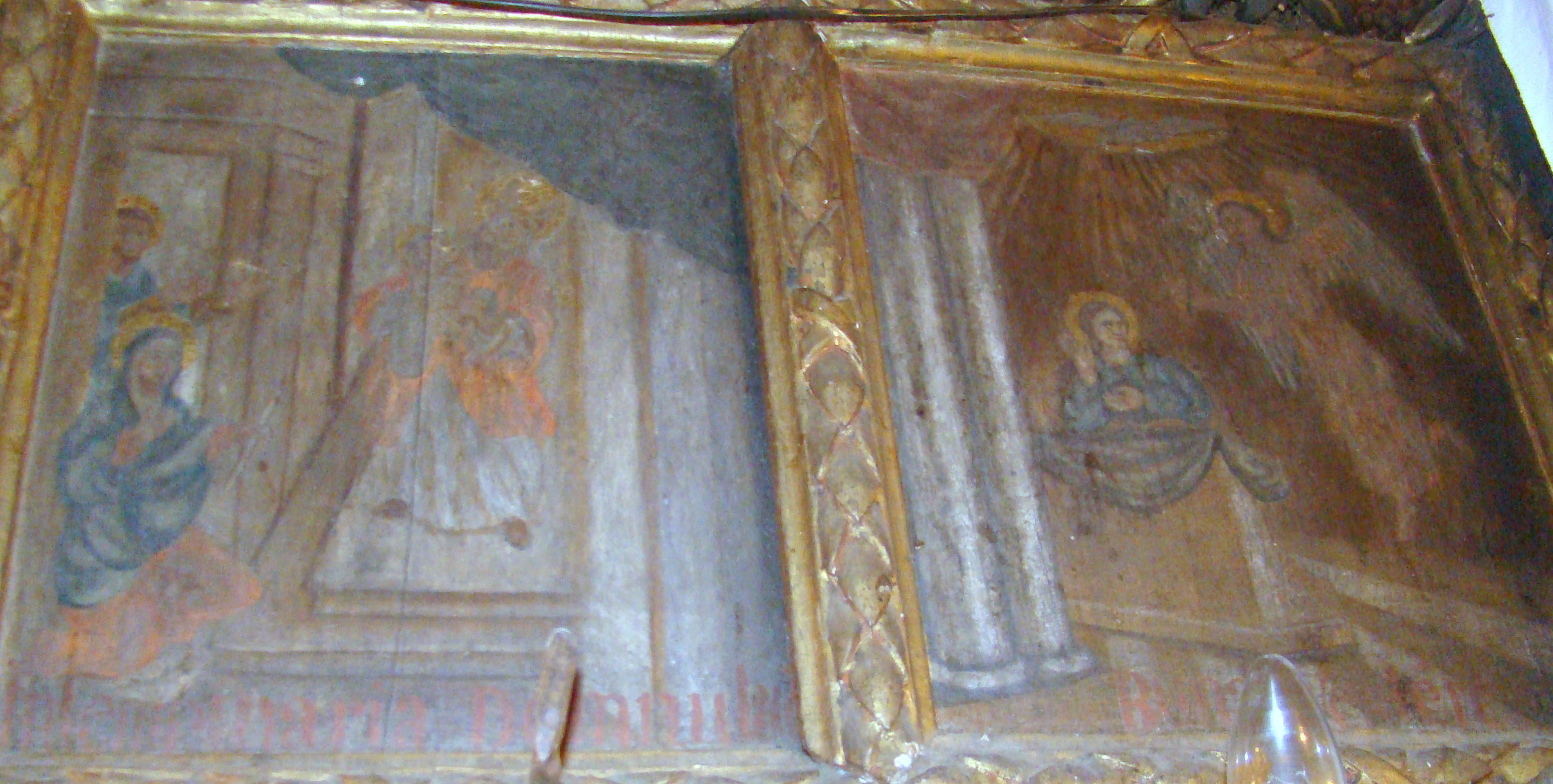
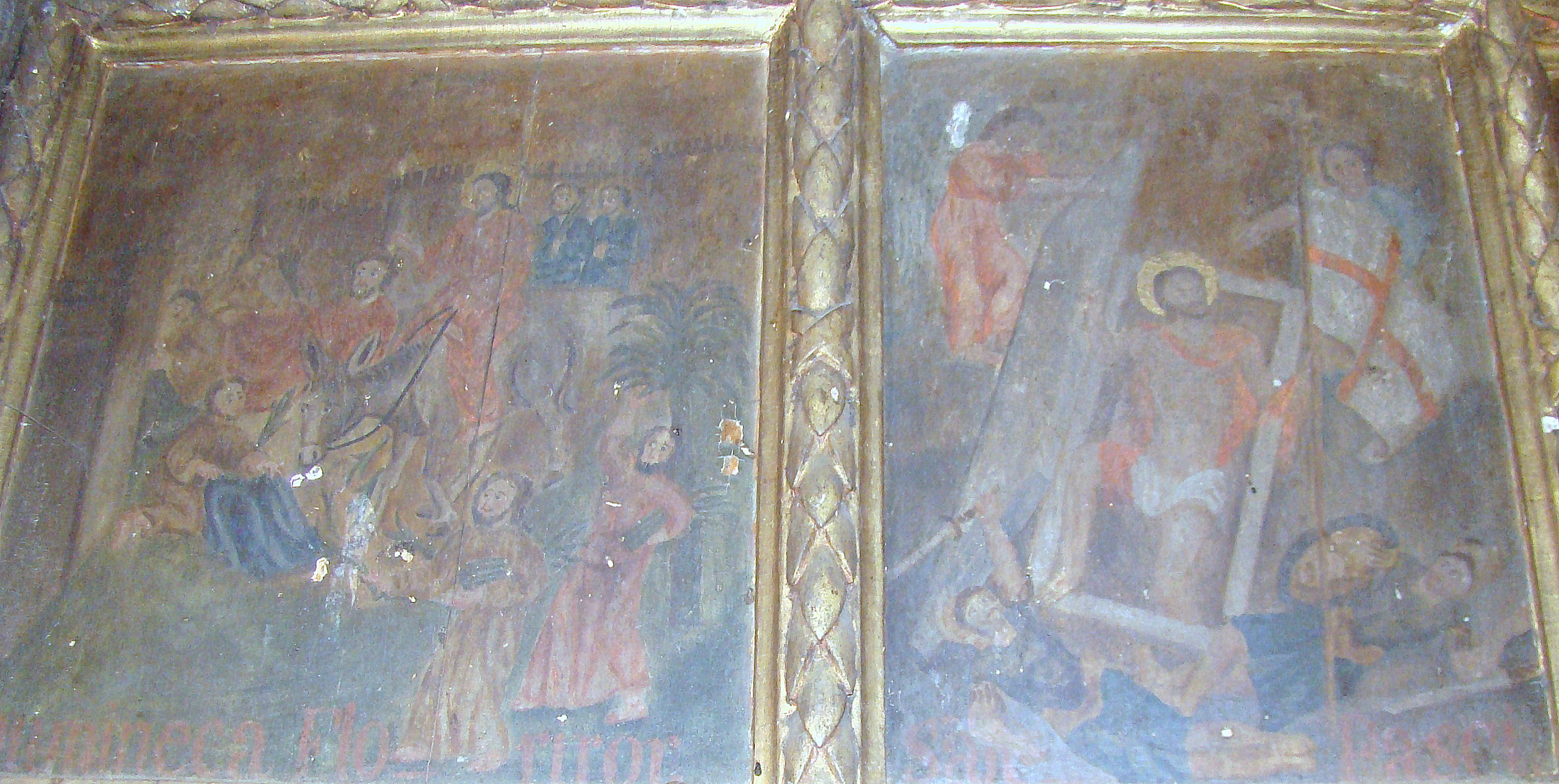
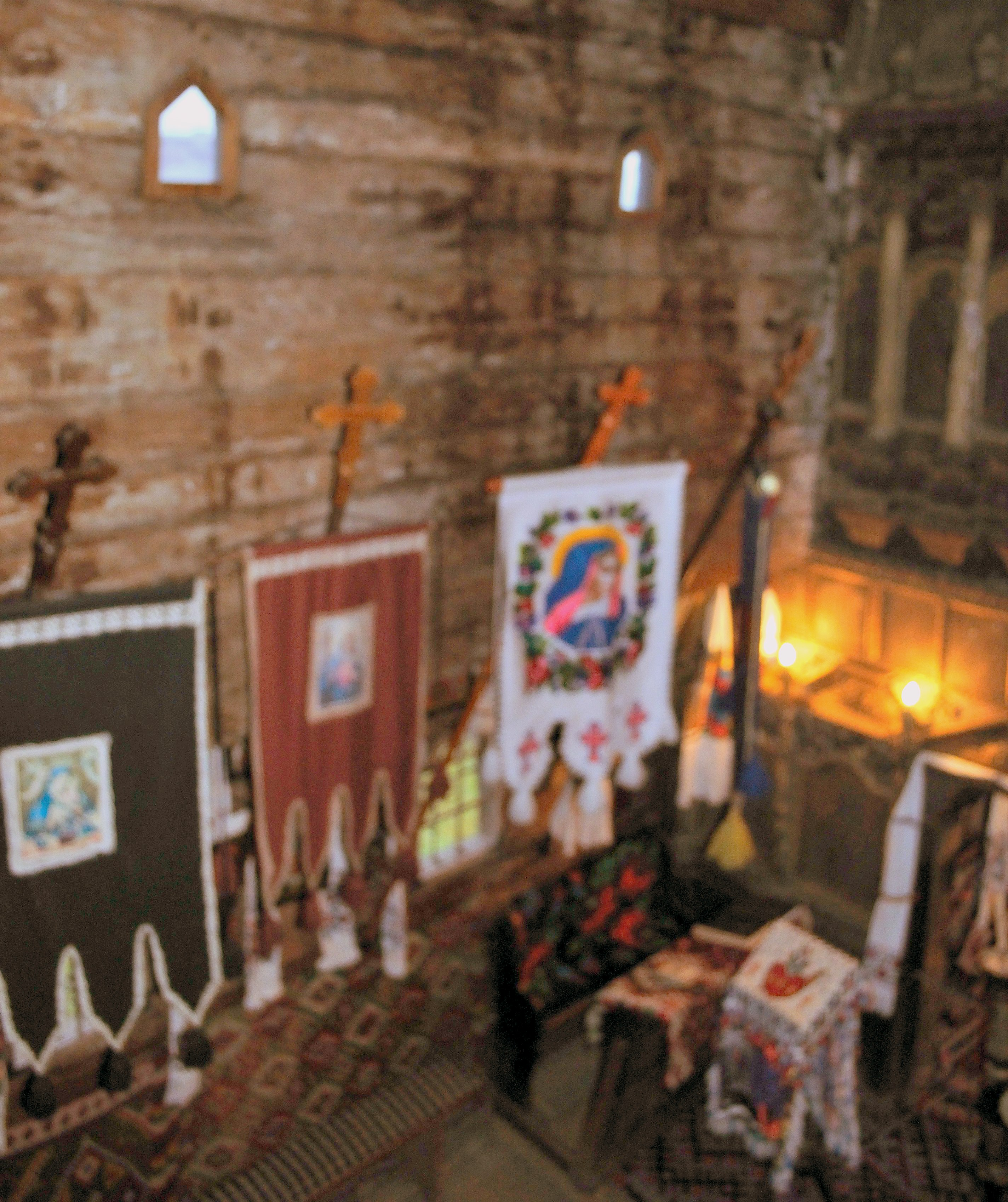
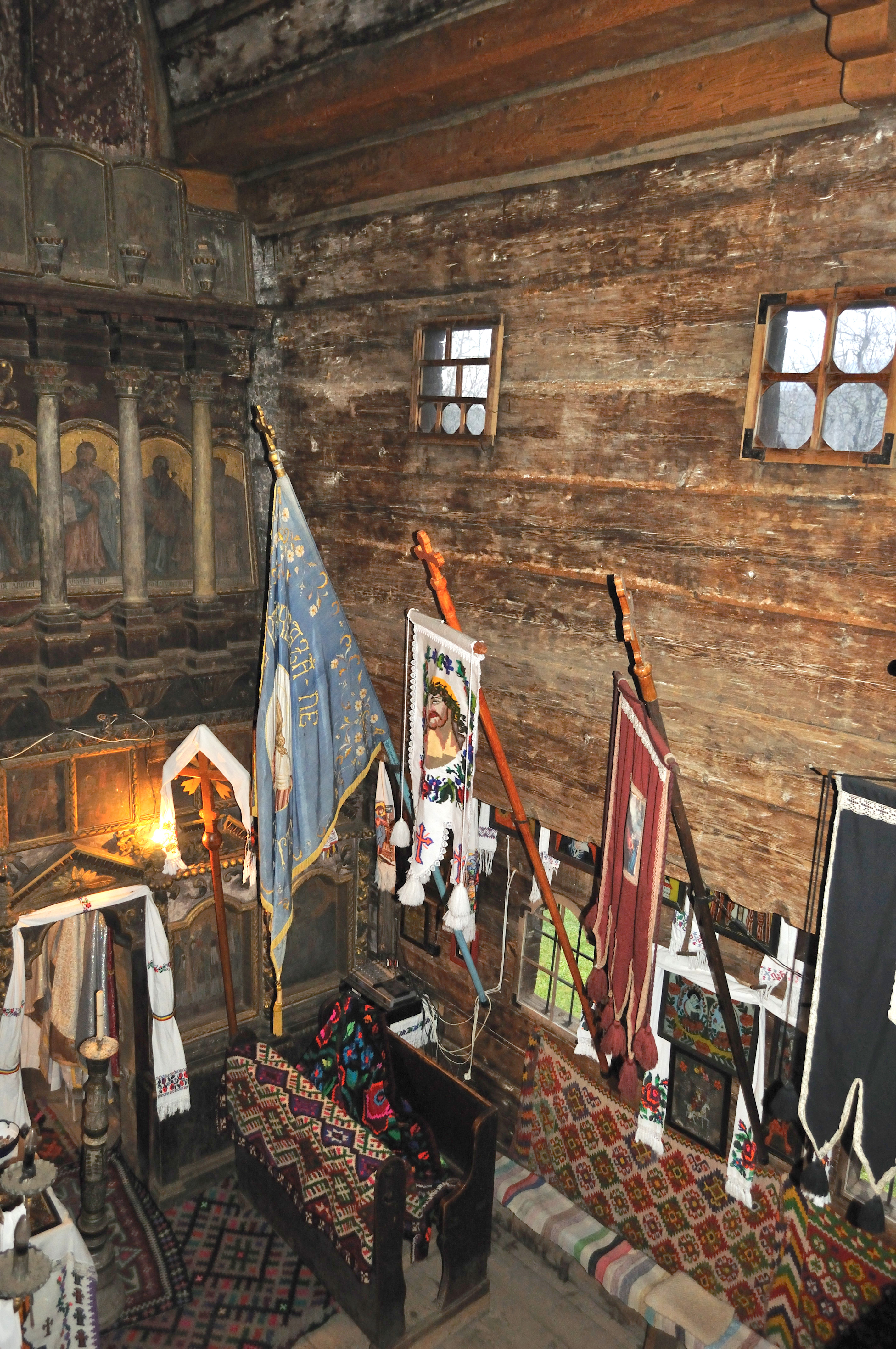